# Metro v Mnichově
Metro v Mnichově (U-Bahn) společně s S-Bahn tvoří základ městské hromadné dopravy v hlavním městě Bavorska. Metro v Mnichově bylo otevřeno roku 1971 a délka jeho linek přesahuje 100 km.
Je provozováno společností Münchner Verkehrsgesellschaft (MVG, „Mnichovská přepravní společnost“). Metro přepraví více než 384 milionů cestujících za rok (2013).

## Síť metra
Síť metra měří 103,1 km a vlaky obsluhují 96 stanic. Vlaky zde jezdí rychlostí až 80 km/h, což je maximální rychlost povolená v německých metrech (U-Bahn). Během noci je provoz přerušen; od 1 do 4 hodin, od 2 do 4 hodin přes víkend. Výjimkou mohou být zvláštní události jako Nový rok.
Všechny trasy se nacházejí v podzemí až na linku U5 u jižní konečné Neuperlach Süd. Linka U6 je vedena po povrchu v severní části od zastávky Studentenstadt (kromě podzemních stanic Garching-Forschungszentrum a Garching).
Pouze linka U6 se dostává až za hranice Mnichova a spojuje tak město Garching bei München.
V centru města se všech šest linek spojuje do kmenových linek – U1 je vedena ve stejných kolejích jako U2, U3 společně s U6 a U4 sdílí část linky U5. Vzniká tak obdobný přestupní trojúhelník jako v pražském metru. Jízdní řády na těchto částech podzemní dráhy se společně ovlivňují.

Většina stanic má klasické ostrovní nástupiště a dvě koleje. Pouze u zastávek Olympia-Einkaufszentrum (U1), Richard-Strauss-Straße (U4), Neuperlach Süd (U5), Garching-Hochbrück a Nordfriedhof (obě na U6) se nacházejí postranní nástupiště.

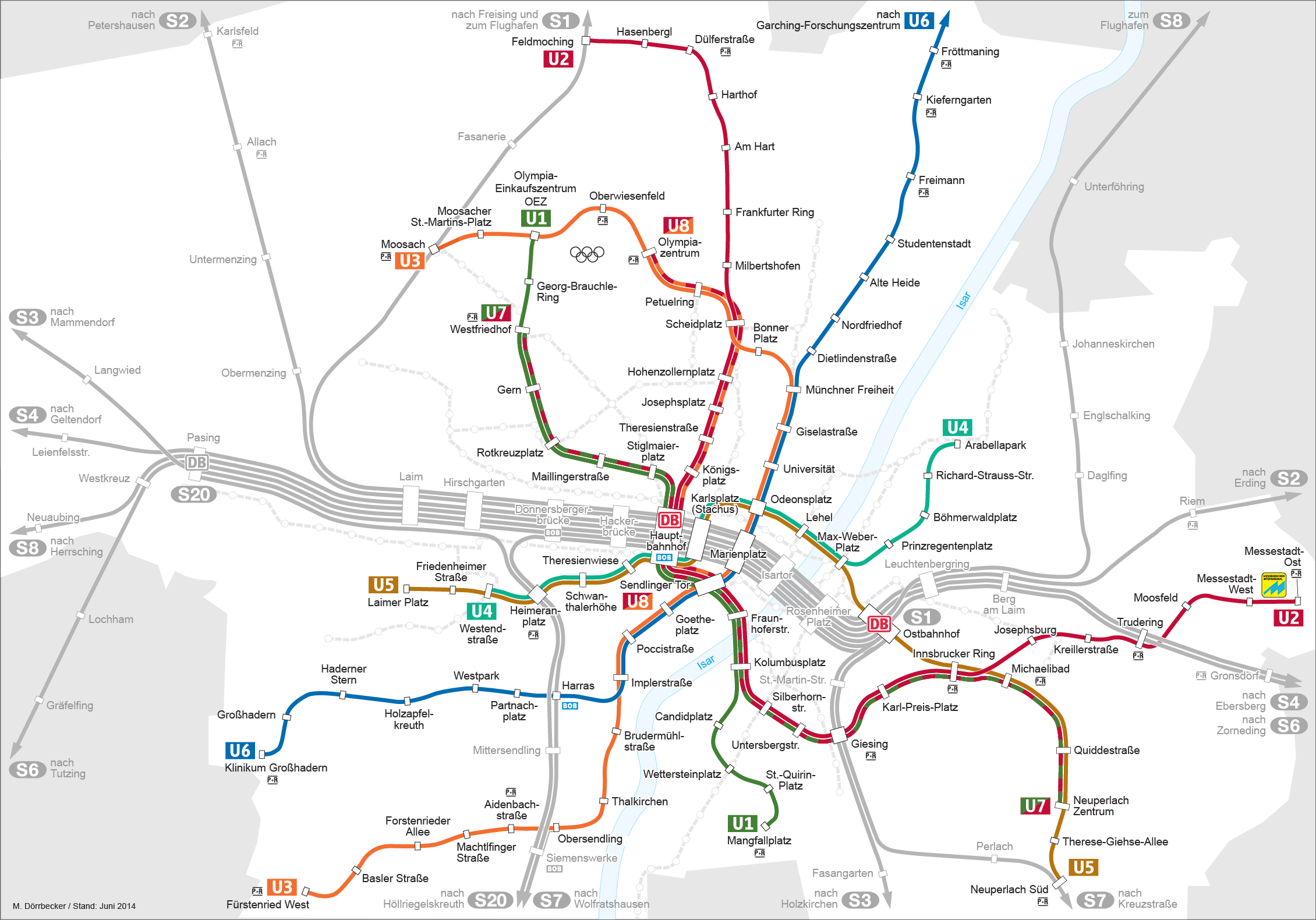
Topograficky přesný plán U-Bahn

Se zvláštním řešením přestupů byly vybudovány stanice Scheidplatz, Münchner Freiheit a Innsbrucker Ring, čtyři koleje zde leží ve stejné úrovni vedle sebe. Může se tedy přestupovat i z jednoho nástupiště na jinou linku metra. Implerstraße (U3, U6), Max-Weber-Platz (U4, U5) a Kolumbusplatz (U1, U2) jsou trojkolejné.
Na většině linek interval mezi vlaky činí přibližně 5 minut. V hodinách dopravní špičky může frekvence dosáhnout až 2 minut. Zvláště v pozdních hodinách a okrajových dobách provozu metra se intervaly značně prodlužují až na 20 minut.

## Výstavba
| Otevření          | Linka                                         | Úsek                                            | Nové stanice |
| ----------------- | --------------------------------------------- | ----------------------------------------------- | ------------ |
| 19. říjen 1971    |                                               | Kieferngarten–Goetheplatz                       | 13           |
| 8. květen 1972    |                                               | Münchner Freiheit – Olympiazentrum              | 4            |
| 8. květen 1972    | Goetheplatz – Münchner Freiheit               |                                                 | 4            |
| 22. prosinec 1975 |                                               | Goetheplatz–Harras                              | 2            |
| 28. květen 1978   | Poccistraße                                   | 1                                               |              |
| 18. říjen 1980    |                                               | Hauptbahnhof – Innsbrucker Ring                 | 18           |
| 18. říjen 1980    | Hauptbahnhof–Scheidplatz                      |                                                 | 18           |
| 18. říjen 1980    | Innsbrucker Ring – Neuperlach Süd             |                                                 | 18           |
| 18. říjen 1980    | Scheidplatz–Olympiazentrum                    |                                                 | 18           |
| 16. duben 1983    |                                               | Harras–Holzapfelkreuth                          | 3            |
| 28. květen 1983   |                                               | Hauptbahnhof–Rotkreuzplatz                      | 3            |
| 10. březen 1984   |                                               | Westendstraße–Karlsplatz                        | 6            |
| 1. březen 1986    | Karlsplatz–Odeonsplatz                        | 1                                               |              |
| 24. březen 1988   | Westendstraße – Laimer Platz                  | 2                                               |              |
| 27. říjen 1988    |                                               | Odeonsplatz – Max-Weber-Platz                   | 7            |
| 27. říjen 1988    | Max-Weber-Platz – Innsbrucker Ring            |                                                 | 7            |
| 27. říjen 1988    | Max-Weber-Platz – Arabellapark                |                                                 | 7            |
| 27. říjen 1988    | Innsbrucker Ring – Neuperlach Süd             |                                                 | 7            |
| 27. říjen 1988    | Odeonsplatz – Laimer Platz                    |                                                 | 7            |
| 28. říjen 1989    |                                               | Implerstraße – Forstenrieder Allee              | 6            |
| 28. říjen 1989    | Implerstraße–Holzapfelkreuth                  |                                                 | 6            |
| 1. červen 1991    | Forstenrieder Allee – Fürstenried West        | 2                                               |              |
| 22. květen 1993   |                                               | Holzapfelkreuth – Klinikum Großhadern           | 3            |
| 20. prosinec 1993 |                                               | Scheidplatz–Dülferstraße                        | 5            |
| 20. prosinec 1993 | Scheidplatz–Olympiazentrum                    |                                                 | 5            |
| 30. červen 1994   |                                               | Kieferngarten–Fröttmaning                       | 1            |
| 28. říjen 1995    | Fröttmaning – Garching-Hochbrück              | 1                                               |              |
| 26. říjen 1996    |                                               | Dülferstraße–Feldmoching                        | 2            |
| 8. prosinec 1997  |                                               | Kolumbusplatz–Mangfallplatz                     | 4            |
| 8. prosinec 1997  | Kolumbusplatz – Innsbrucker Ring              |                                                 | 4            |
| 23. květen 1998   | Rotkreuzplatz–Westfriedhof                    | 2                                               |              |
| 29. květen 1999   |                                               | Innsbrucker Ring – Messestadt Ost               | 6            |
| 29. květen 1999   | Innsbrucker Ring – Neuperlach Süd             |                                                 | 6            |
| prosinec 1999     |                                               | Westendstraße – Laimer Platz                    |              |
| 18. říjen 2003    |                                               | Westfriedhof – Georg-Brauchle-Ring              | 1            |
| 31. říjen 2004    | Georg-Brauchle-Ring – Olympia-Einkaufszentrum | 1                                               |              |
| 14. říjen 2006    |                                               | Garching-Hochbrück – Garching Forschungszentrum | 2            |
| 28. říjen 2007    |                                               | Olympiazentrum – Olympia-Einkaufszentrum        | 2            |
| 11. prosinec 2010 | Olympia-Einkaufszentrum – Moosach             | 2                                               |              |

## Linky

### Linka U1
Linka U1 začíná od roku 2004 u nákupního centra Olympia ve čtvrti Moosach, kde také linka U3 má zastávku pod stanicí U1. Zde se nachází unikátní zřízení podzemního parkovacího domu „bike and ride“, takže parkovací garáž pro kola je přímo ve stanici metra. Na cestě do stanice Westfriedhof vede U1 pod Hanauerstraße, na křižovatce Georg-Brauchle-Ring byla otevřena stanice v roce 2003, navrhl ji umělec Franz Ackermann. Stanice Westfriedhof se dostala do učebnic architektury díky strohým betonovým zdím a jednoduchému osvětlení. Dále vede U1 do stanice Gern, kde lze historii čtvrti číst na velkých skleněných plochách. Na další stanici Rotkreuzplatz byla mezi lety 1983 a 1998, konečná. Pod ulicí Nymphenburgerstraße linka nyní prochází přes stanici Maillingerstraße na zastávku Stiglmaierplatz a poté se spojí s linkou U2 a pokračuje na stanici Hauptbahnhof neboli hlavní nádraží, kde se kříží s linkami U4 a U5. Bezprostředně na další stanici Sendlinger Tor U1 a U2 překřižují linky U3 a U6. Další stanice je u řeky Isaru Fraunhoferstraße. Následující stanice již za řekou je Kolumbusplatz, kde jsou tři koleje vedle sebe. Část linky U1, která byla otevřena v roce 1997, se zde odpojuje od U2 na jih, projíždí barevně navrženou stanici Candidplatz a nakonec dosahuje Wettersteinplatz. Následující stanice St.-Quirin-Platz je architektonicky jedinečná a také neobvyklá pro mnichovské metro, protože je otevřena do strany velkým „okem“ a nad ní je oblouková skleněná střecha. Je to jediná stanice metra se dvěma výtahy, které jsou bezprostředně vedle sebe, protože poblíž je zařízení pro péči o postižené, což toto neobvyklé opatření ospravedlňuje. Pod ulicí Naupliastraße se nachází konečná Mangfallplatz, u které je parkoviště „park and ride“. Z Wettersteinplatz byla původně plánována tramvajová trasa, ale metro nakonec zvítězilo. Plány na rozšíření U1 na jih dále do nemocnice Harlaching nebo dokonce na most Großhesseloher byly odloženy z důvodů nákladů a kvůli zřejmě malým dopravním výhodám. Původně měla být zde nahrazena tramvajová linka 25, protože do poloviny 80. let měla být tramvaj zcela nahrazena metrem. V nejbližší době se neočekává ani rozšíření na severním směru do Fasanerie.

### Linka U2
Linka U2 je pravděpodobně linka s nejčastěji zaměňovanými konečnými. Změněno bylo i její jméno, původně byla označována jako linka U8. Dnes začíná U2 na severu pod nádražím Feldmoching, odkud vede trať S-Bahn S1 do Freisingu a na letiště. Poté pokračuje přes stanice Hasenbergl, Düflerstraße a Harthof. Mezi stanicemi Am Hart a Frankfurter Ring je v tunelu bílá a modrá vlna, což je jediná umělecká instalace mimo stanici. Následuje stanice Milbertshofen. Poté překříží ve čtyřkolejné stanici Scheidplatz U3. Až do otevření trasy do Dülferstraße do roku 1993 jezdila U2 do stanice Olympiazentrum, která se dnes nachází na lince U3. Přes čtvrtě Schwabing a Maxvorstadt projíždí stanice Hohenzollernplatz, Josephsplatz, Theresienstraße a Königsplatz. Na stanici Hauptbahnhof neboli hlavní nádraží se nyní U2 setkává s linkou U1 a překřižují linky U4 a U5 a v další stanici Sendlinger Tor se kříží s linkami U3 a U6. Přes centrum města pokračuje přes stanici Fraunhoferstraße na tříkolejnou stanici Columbusplatz. Z Columbusplatz vede U2 přes Silberhornstraße a Untersbergstraße k vlakovému nádraží Giesing, kde je na povrchu přestup na S-Bahn. Přes stanici Karl-Preis-Platz pokračuje U2 na stanici Innsbrucker Ring, kde se na čtyřkolejné stanici kříží s linkou U5. Až do otevření linky do Messestadtu v roce 1999 zde působily U2 a U5 společně jezdily do čtvrti Neuperlach. Nyní projíždí čtvrtěmi Berg am Laim a Trudering ve kterých jsou stanice Josephsburg, Kreillerstraße a Trudering, kde se při stavbě roku 1994 propadl strop a několik dělníků zahynulo. Pak už následují jen stanice Moosfeld, Messestadt West a Messestadt Ost. V tuto dobu se neuvažuje o žádném rozšíření.

### Linka U3
Linka U3 byla dramaticky rozestavěna, když Mnichovu připadly olympijské hry na rok 1972. Na severu začíná U3 od 11. prosince 2010 na stanici Moosach, za níž je stanice Moosacher-St. Martins platz. Předtím začínala na následující stanici Olympia-Einkaufszentrum, kde začíná U1. Skrz stanici Oberwiesenfeld se dostává do čtyřkolejné stanice Olympiazentrum, kde U3 měla od roku 1972 do roku 2007 svoji konečnou. Dříve se měla jmenovat právě Oberwiesenfeld, ale kvůli budoucímu plánovanému rozšíření dostala tento název. Za stanicemi Petuelring a Scheidplatz, která je též čtyřkolejná a kde se kříží s linkou U2 dosahuje stanice Bonner platz, za kterou se spojí s linkou U6. Následuje třetí čtyřkolejná stanice na lince Münchner Freiheit. Následují stanice Giselastraße a Universität. V další stanici Odeonsplatz se kříží s linkami U4 a U5. Za nimi je nejrušnější stanice metra pod největším mnichovském náměstím Marienplatz. Ve stanici Sendlinger Tor se kříží s linkami U1 a U2. Dále vede tunelem z roku 1941, který byl třicet let nevyužit do stanice Goetheplatz. Následující stanice Poccistraße byla dobudována až po otevření trati. Na vlakovém nádraží Implerstraße se linky U3 a U6 opět oddělují. Z této stanice vede odbočka do stanice Theresienwiese na linkách U4 a U5. Další stanice Brudermühlstraße. Starý mlýnský kámen v mezipodlaží připomíná tradici ulice. Na následující stanici Thalkirchen připomínají zvířecí motivy zadní stěny navržené Ricardou Dietzovou, protože nedaleko je zvířecí park. Ze stanice Thalkirchen vede trasa západním směrem přes stanice Obersendling, Aidenbachstrasse, Machtlfingerstraße, Forstenrieder Allee ke stanici Basler Road. Konečná Fürstenried West je již umístěna přímo na hranici města. Za stanicí Fürstenried West se uvažuje o prodloužení do města Neuried.

### Linka U4
Linka U4 je nejkratší linkou metra v Mnichově a má pouze 13 stanic. Původně se měla jmenovat U9 a do roku 2006 jezdily jen čtyřvozové soupravy. Na západě začíná U4 na Westendstraße, kde se již spojuje s U5. Zpočátku U4 fungovala jako U5 do stanice Laimer Platz, ale byla poté byla stažena kvůli nedostatečnému využití těchto dvou stanicemi. U4 a U5 jsou jedinou dvojicí linek, která se na jedné části nerozděluje, ale U4 končí rovnou na stanici U5, která pokračuje dál. Pokračuje přes stanice Heimeranplatz a Schwanthalerhöhe do jediného tříkolejného tunelu mnichovského metra. Při výstavbě kolejí pro U4 a U5 neexistovalo žádné spojení se zbývající částí metra, s výjimkou této provozní koleje a místního parkovacího prostoru, zejména ne s technickou základnou ve Fröttmaningu. Stanice Theresienwiese je jednou z nejvytíženějších stanic při Oktoberfestu. Na stanici Hauptbahnhof neboli hlavní nádraží je přestup na S-bahn a na hlavní tratě U1 a U2, která je zde překřížena. Dále linka dosahuje stanice Karlsplatz (Stachus), která je nejhlubší z celého metra. Dále pokračuje do stanice Odeonsplatz, kde existuje spojení na U3 a U6, v tomto úseku je dosaženo přibližně 36 metrů, což je nejhlubší bod celé sítě. Zde je také nejdelší eskalátor. Stejně jako Odeonsplatz je následující stanice Lehel s oddělenámi nástupišťmi spojenými chodbami. Linka nyní prochází pod Isar, aby opustila linku U5 ve tříkolejné stanici Max-Weber-Platz. Následuje Prinzregentenplatz a v zeleném designu připomínající následující stanici Böhmerwaldplatz dosáhne U4 stanice Richard-Strauss-Straße, která je díky své poloze jako jediná na této trase vybavena postranními nástupišťmi. Dále pokračuje do konečné stanice Arabellapark, ale tunel pokračuje k původně plánované stanici Cosimapark. Pokračování U4 ve směru Cosimapark a Fideliopark Englschalking je zahrnuto do dlouhodobého programu výstavby metra v Mnichově, ale vzhledem k již relativně nízkému využití U4 v nejbližší době neočekává. Původně plánované rozšíření na západ ve směru na Blumenau má malou šanci na realizaci, protože hustota osídlení zde neodůvodňuje výstavbu metra.

### Linka U5
Linka U5 v současné době začíná ve stanici Laimer Platz. U5 skrz velmi pestře zdobenou stanici Friedenheimer straße na Westendstraße, kde začíná linka U4. Pokračuje přes stanice Heimeranplatz a Schwanthalerhöhe do jediného tříkolejného tunelu mnichovského metra. Při výstavbě kolejí pro U4 a U5 neexistovalo žádné spojení se zbývající částí metra, s výjimkou této provozní koleje a místního parkovacího prostoru, zejména ne s technickou základnou ve Fröttmaningu. Stanice Theresienwiese je jednou z nejvytíženějších stanic při Oktoberfestu. Na stanici Hauptbahnhof neboli hlavní nádraží je přestup na S-bahn a na hlavní tratě U1 a U2, která je zde překřížena. Dále linka dosahuje stanice Karlsplatz (Stachus), která je nejhlubší z celého metra. Dále pokračuje do stanice Odeonsplatz, kde je spojení na U3 a U6, v tomto úseku je dosaženo přibližně 36 metrů, což je nejhlubší bod celé sítě. Zde je také nejdelší eskalátor. Stejně jako Odeonsplatz je následující stanice Lehel s oddělenámi nástupišťmi spojenými chodbami. Linka nyní prochází pod Isar, aby opustila linku U4 ve tříkolejné stanici Max-Weber-Platz. U5 se otočí v prudké zatáčce na jih do stanice Ostbahnhof. Je zde napojení na hlavní linku S-Bahn. Po třetí nejdelší vzdálenosti mezi dvěma stanicemi v Mnichově, a to 1602 metrů následuje Innsbrucker Ring, kde kříží linku U2. Po stanici Michaelibad následuje úsek bez stanice, který má 1708 metrů, což je nejdelší ve městě. Trasa vede na stanici Quiddestraße. Další stanicí je Neuperlach Zentrum. Po stanici Therese-Giehse-Allee se U5 konečně dostane na povrch a ve stanici Neuperlach Süd. Dříve úsek obsluhovala linka U2 od stanice Innsbrucker Ring. V Neuperlach Süd je zvláštnost, že S-Bahn a U-Bahn sdílejí platformu - na trati 3 běží S7, na trati 2 na druhé straně nástupiště dorazí vlaky U5. Existuje tedy přímý přechod z metra na S-Bahn na stejném nástupišti. Touto dobou se uvažuje o rozšíření ze stanice Laimer Platz přes stanice Willibaldstraße a Am Knie do stanice Pasing. Dokonce je začleněno do plánu rozvoje dopravy.

### Linka U6
Linka U6 je nejdelší linkou metra v Mnichově. Byla uvedena do provozu jako první. Jako jediná linka vede mimo mnichovskou městskou oblast. Začíná pod univerzitním a výzkumným centrem města Garching poblíž Mnichova ve stanici Garching-Forschungzentrum. Odtud trasa vede pod městem Garching do stejnojmenné a následně vyjede na povrch před stanicí Garching-Hochbrück. Pak metro pojede 4208 metrů bez zastavení až do Mnichova. První stanice v Mnichově je Fröttmaning, u které je známá Allianz Arena. S výstavbou arény musela být stanice přestavěna na čtyři koleje, aby bylo možné zvládnout vysoký počet cestujících jedoucích na fotbalové zápasy. Následující stanice Kieferngarten, která byla otevřena jako první, za ní je odbočka do depa. Trasa dále vede přes stanici Freimann do stanice Studentenstadt. Poté se metro opět dostane do podzemí. Trasa nyní vede pod ulicí Ungererstraße, pod kterou jsou stanice Alte Heide, Nordfriedhof a Dietlindenstraße a Münchner Freiheit, kde se spojí s linkou U3. Následují stanice Giselastraße a Universität. V další stanici Odeonsplatz se kříží s linkami U4 a U5. Za nimi je nejrušnější stanice metra pod největším mnichovském náměstím Marienplatz. Ve stanici Sendlinger Tor se kříží s linkami U1 a U2. Dále vede tunelem z roku 1941, který byl třicet let nevyužit do stanice Goetheplatz. Následující stanice Poccistraße byla dobudována až po otevření trati. Na vlakovém nádraží Implerstraße se linka U6 oddělí od stanice U3. Za Implerstraße trasa odbočuje na západ k Harrasu. Poté prochází pod městskou částí Sendling-Westpark ve směru na západ. Tato část se svými stanicemi Partnachplatz, Westpark a Holzapfelkreuth byla zahájena mezinárodní výstavou rostlin ve Westparku. Konečně, metro přes stanice Haderner Stern a Großhadern dosáhne konečné Klinikum Großharden.

### Přehled linek
| Trasa | Počet stanic | Délka trasy | Kmenová linka | Počet společných stanic s párovou linkou | Otevření | Významné stanice | Posilové linky |
| ----- | ------------ | ----------- | ------------- | ---------------------------------------- | -------- | --- | -------------- |
|       | 15           | 12185 m     | 2 (U1+U2)     | 4                                        | 1980     | Olympia-Einkaufszentrum, Westfriedhof, Gern, Stiglmaierplatz, Hauptbahnhof, Sendlinger Tor, Kolumbusplatz, Mangfallplatz                                       | U7 + U8        |
|       | 27           | 24377 m     | 2 (U1+U2)     | 4                                        | 1980     | Feldmoching, Harthof, Frankfurter Ring, Scheidplatz, Hauptbahnhof, Sendlinger Tor, Kolumbusplatz, Karl-Preis-Platz, Innsbrucker Ring, Moosfeld, Messestadt Ost | U7 + U8        |
|       | 25           | 21204 m     | 1 (U3+U6)     | 9                                        | 1972     | Moosach, Olympia-Einkaufszentum, Olympiazentrum, Scheidplatz, Münchner Freiheit, Odeonsplatz, Marienplatz, Sendlinger Tor, Implerstrasse, Fürstenried West     | U8             |
|       | 13           | 9245 m      | 3 (U4+U5)     | 9                                        | 1984     | Westendstrasse, Schwanthalerhöhe, Theresienwiese, Hauptbahnhof, Karlsplatz, Odeonsplatz, Max-Weber-Platz, Arabellapark                                         | žádná          |
|       | 18           | 15436 m     | 3 (U4+U5)     | 9                                        | 1988     | Laimer Platz, Westendstrasse, Theresienwiese, Hauptbahnhof, Karlsplatz, Odeonsplatz, Max-Weber-Platz, Ostbahnhof,Innsbrucker Ring, Neuperlach Süd              | U7 + U8        |
|       | 26           | 27416 m     | 1 (U3+U6)     | 9                                        | 1971     | Garching-Forschungzentrum, Frötmanning, Alte Heide, Münchner Freiheit, Odeonsplatz, Marienplatz, Sendlinger Tor, Implerstrasse, Klinikum Grosshadern           | žádná          |

## Galerie stanic

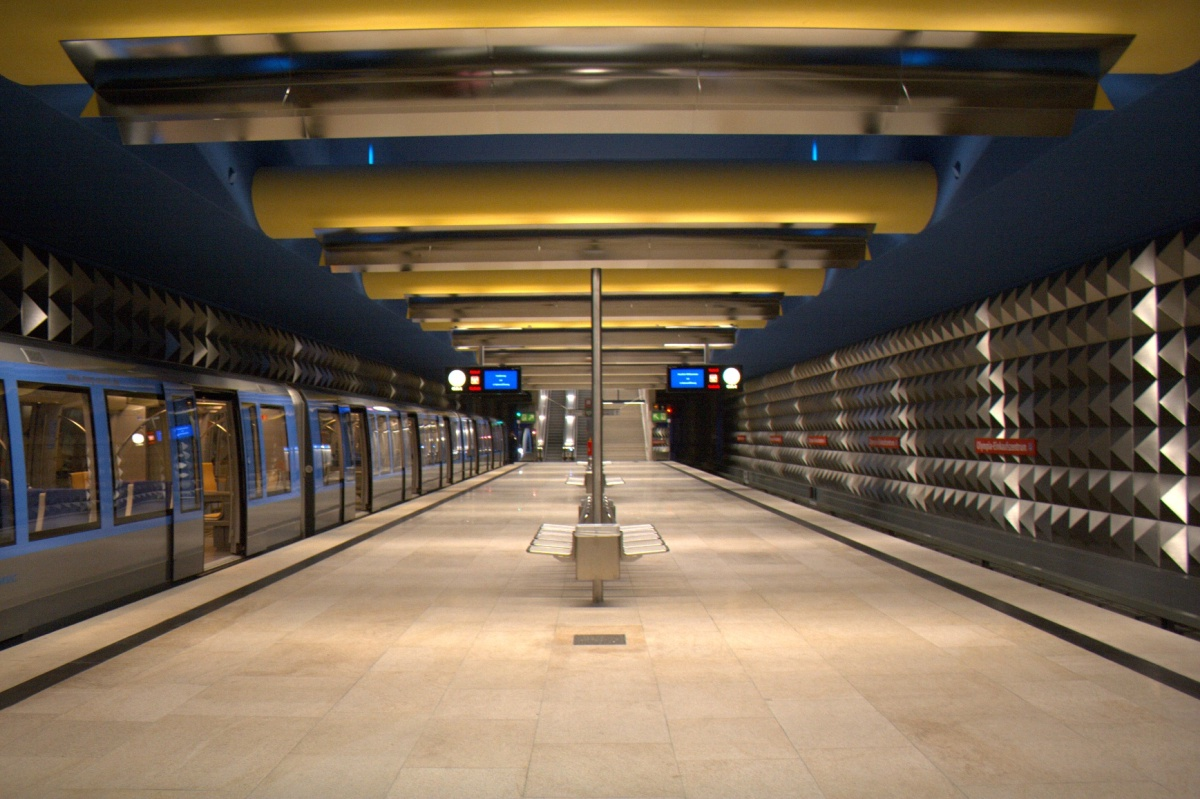
Olympia Einkaufszentrum U3
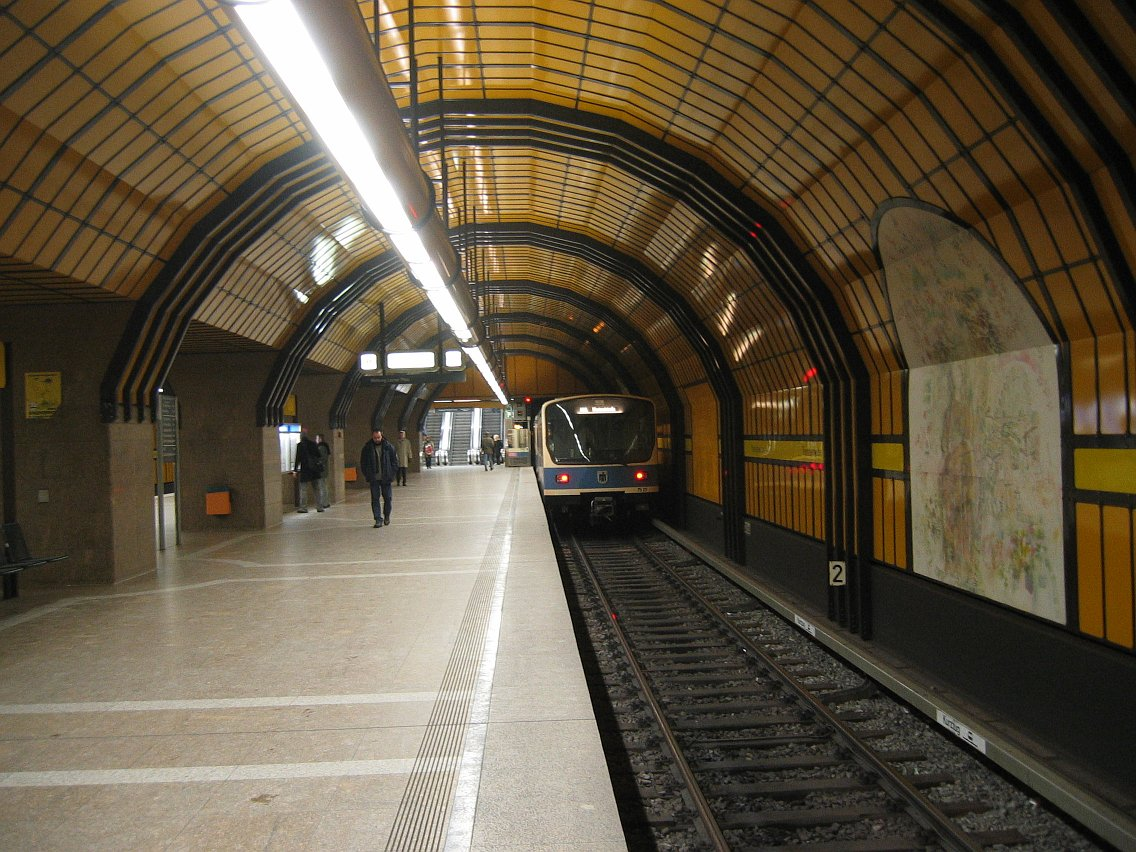
Theresienwiese U4, U5
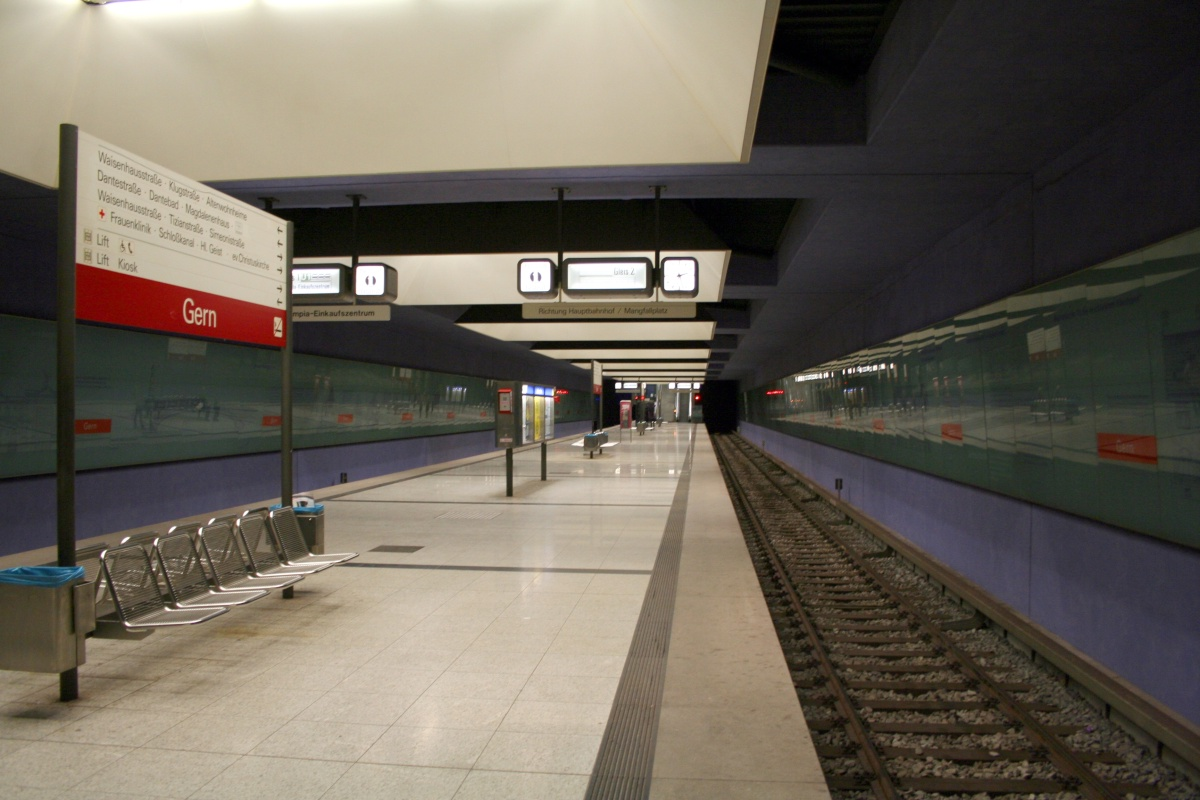
Gern U1
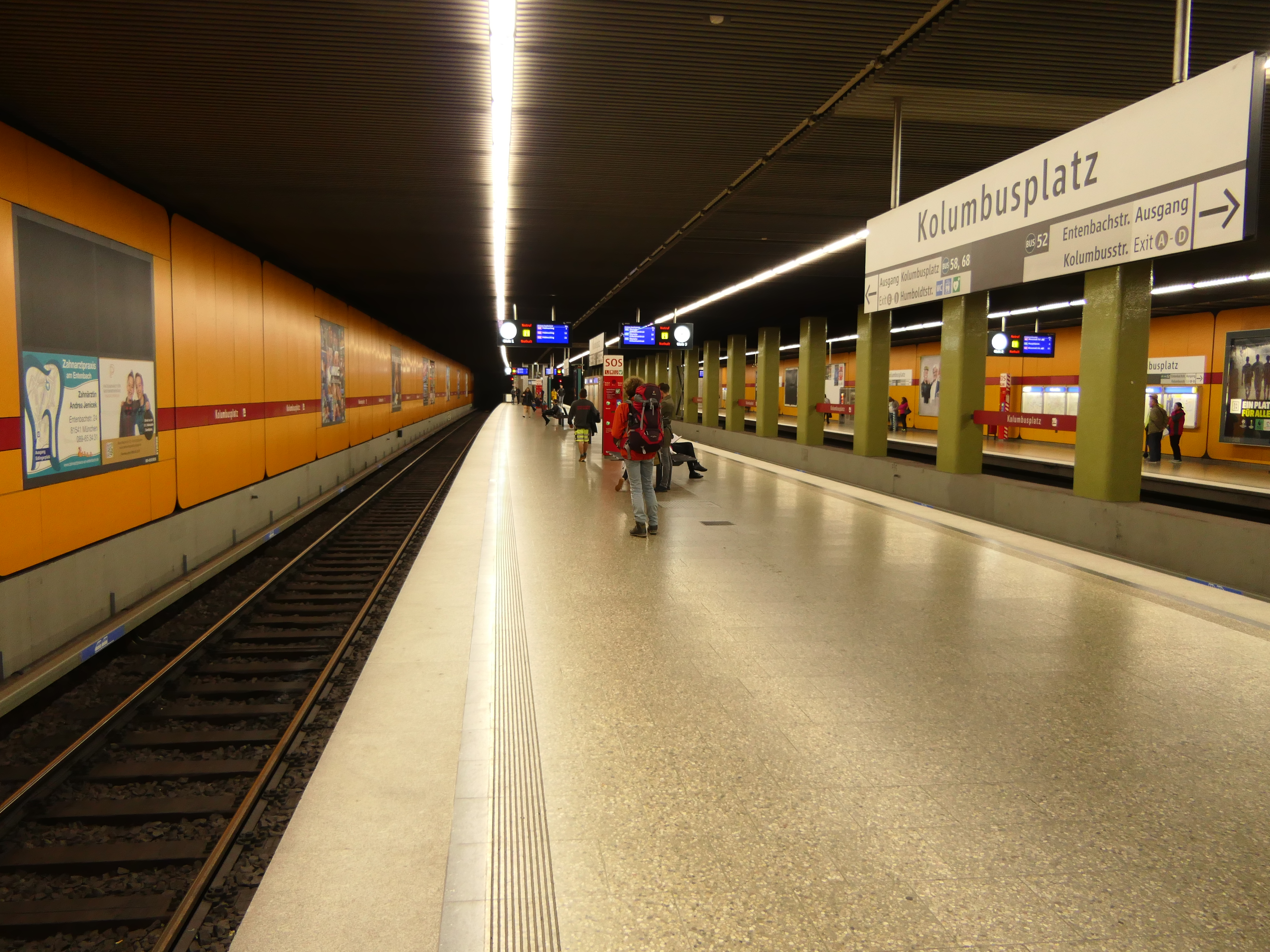
Kolumbusplatz U1, U2
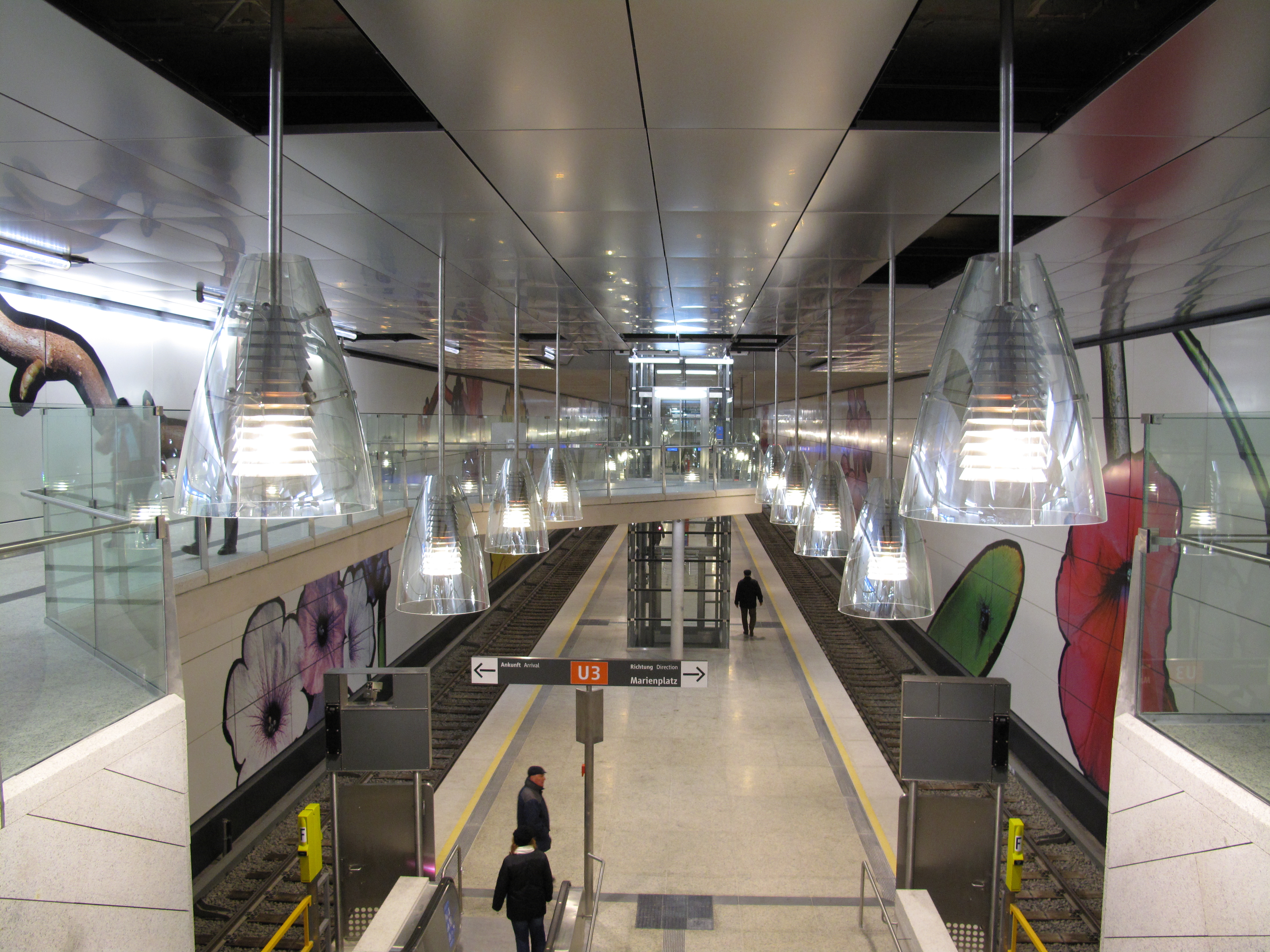
Moosach U3
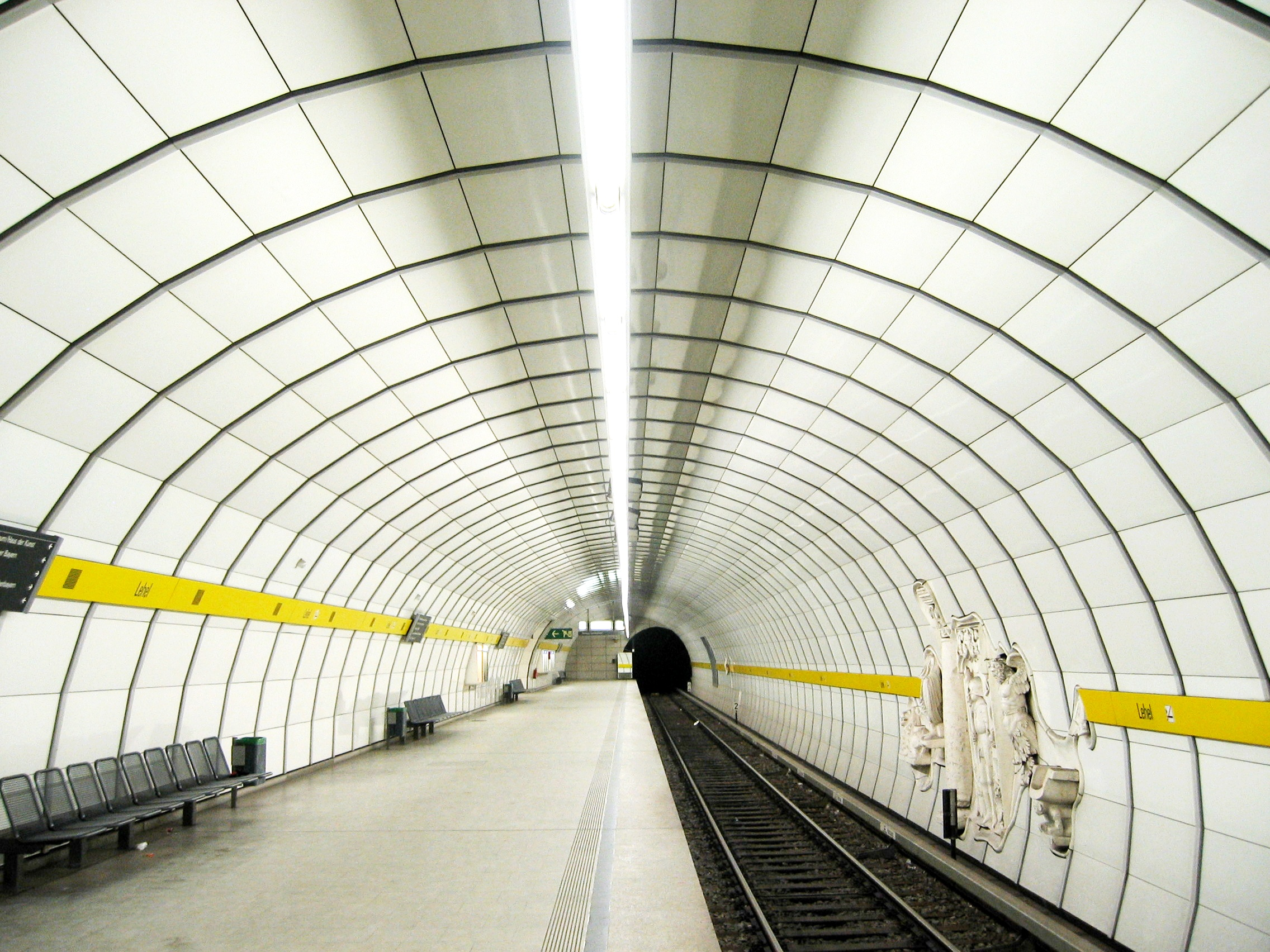
Lehel U4, U5
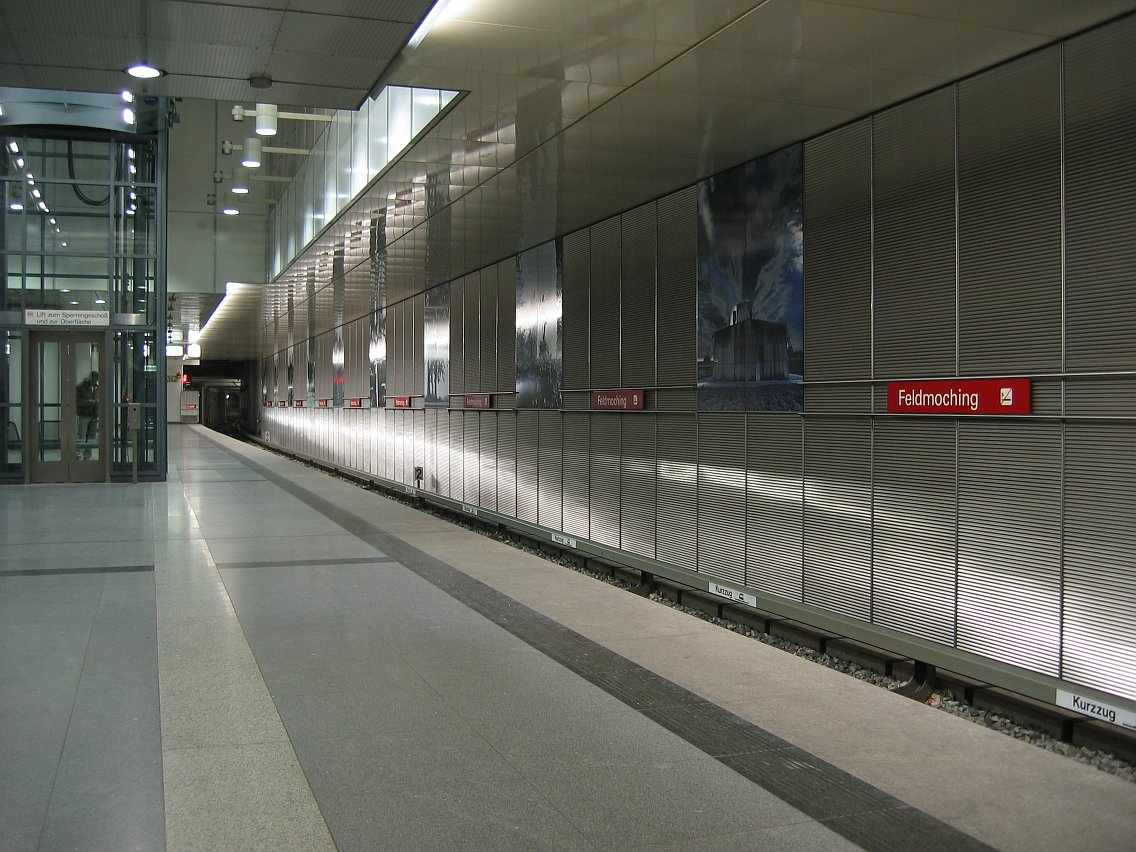
Feldmoching U2
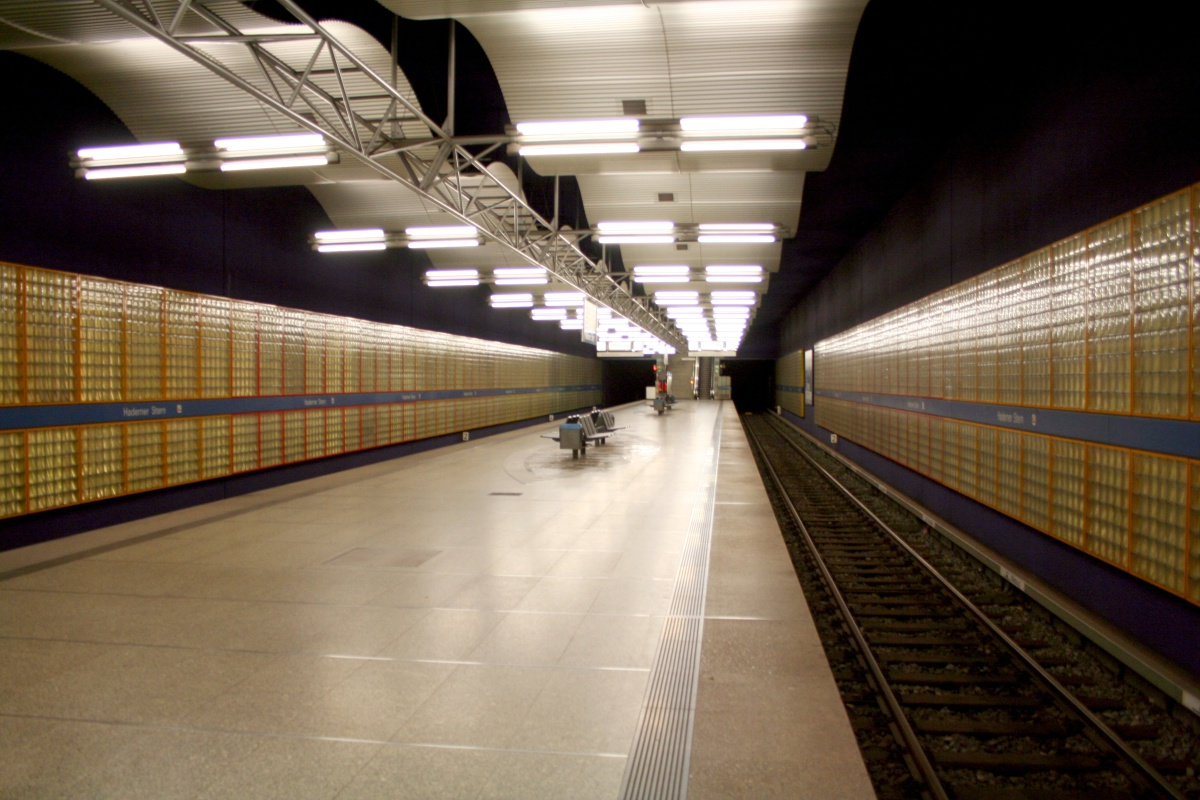
Haderner Stern U6
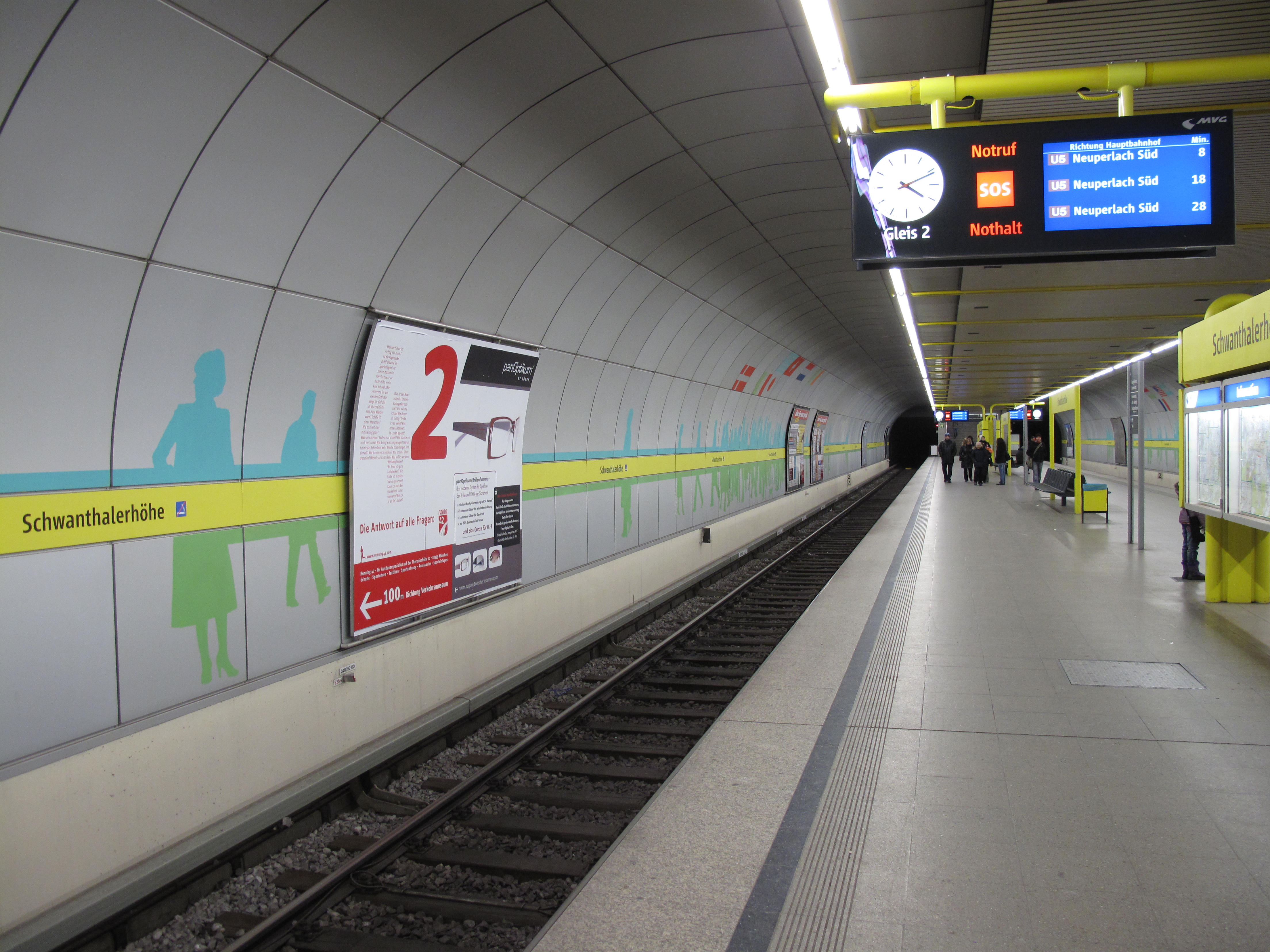
Schwanthalerhöhe U4, U5
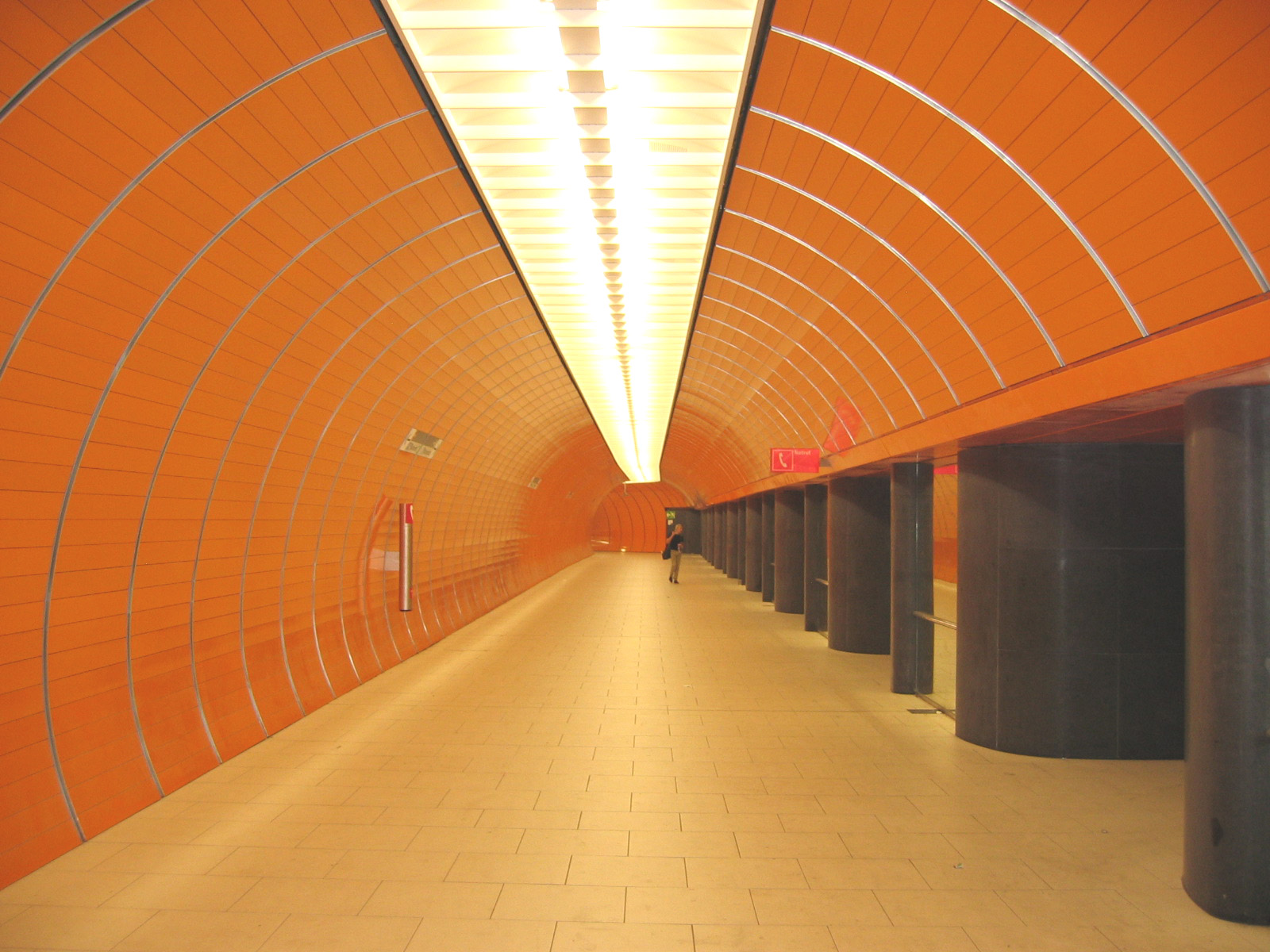
Marienplatz U3, U6
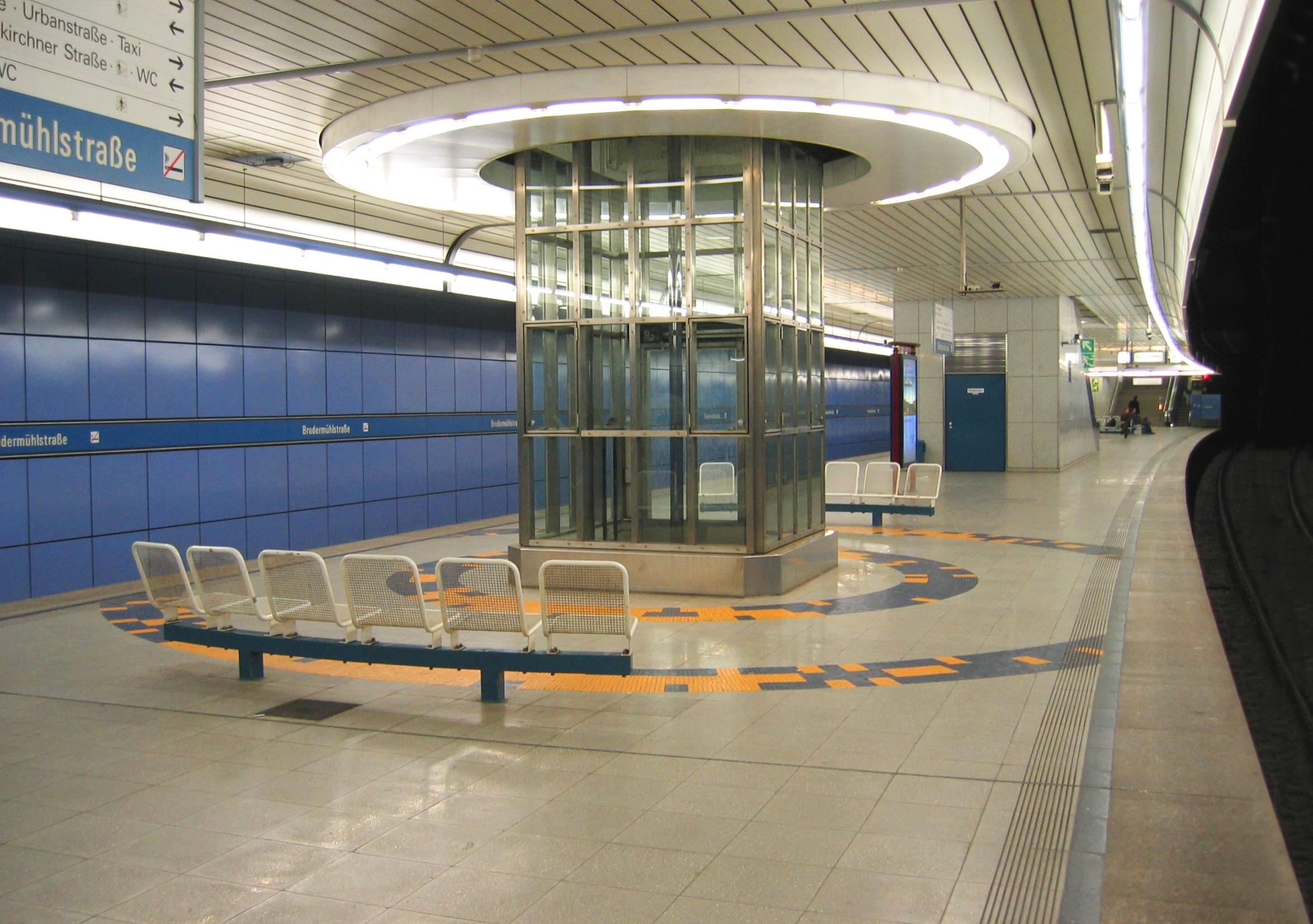
Brudermühlstrasse U3
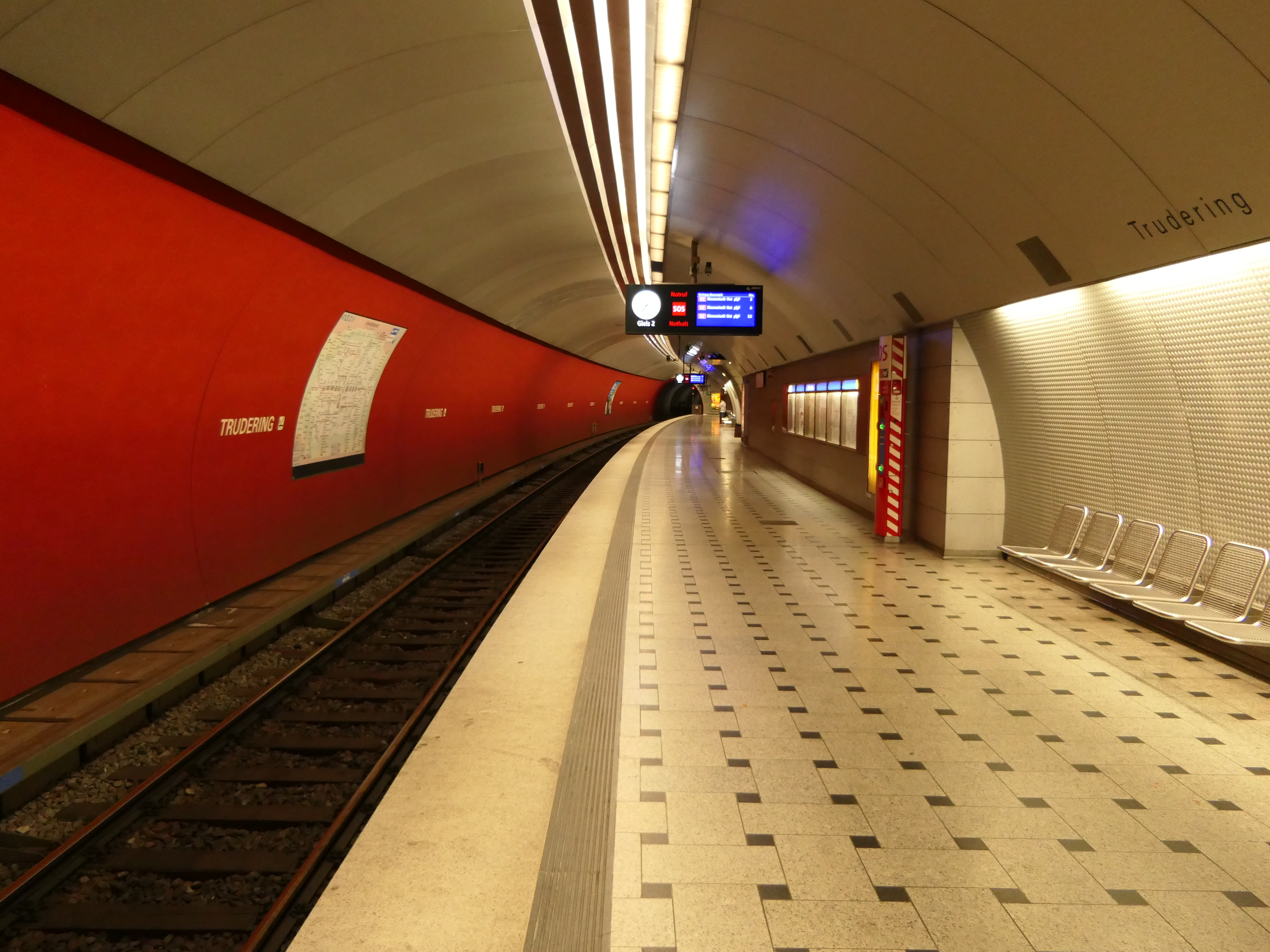
Trudering U2
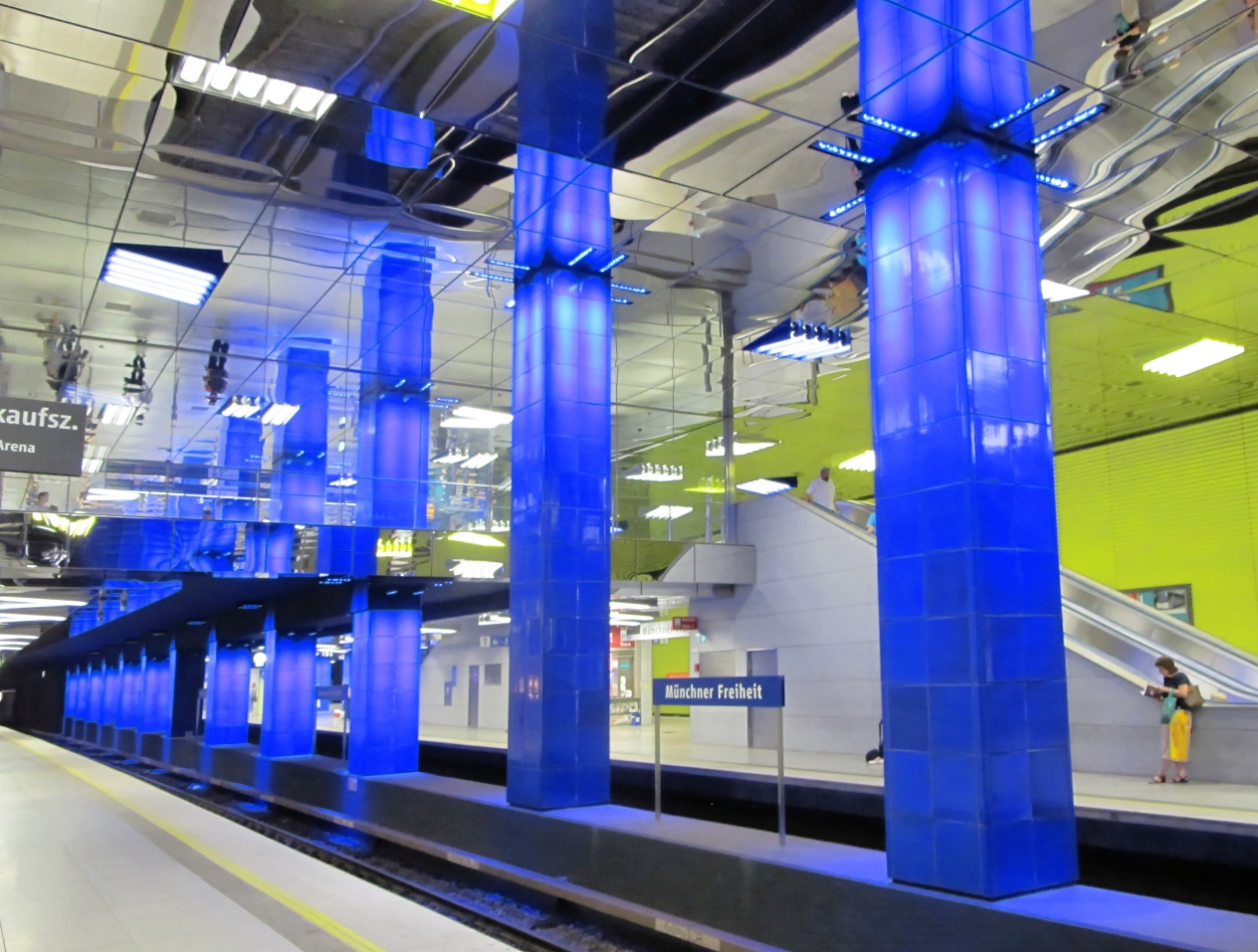
Münchner Freiheit U3, U6
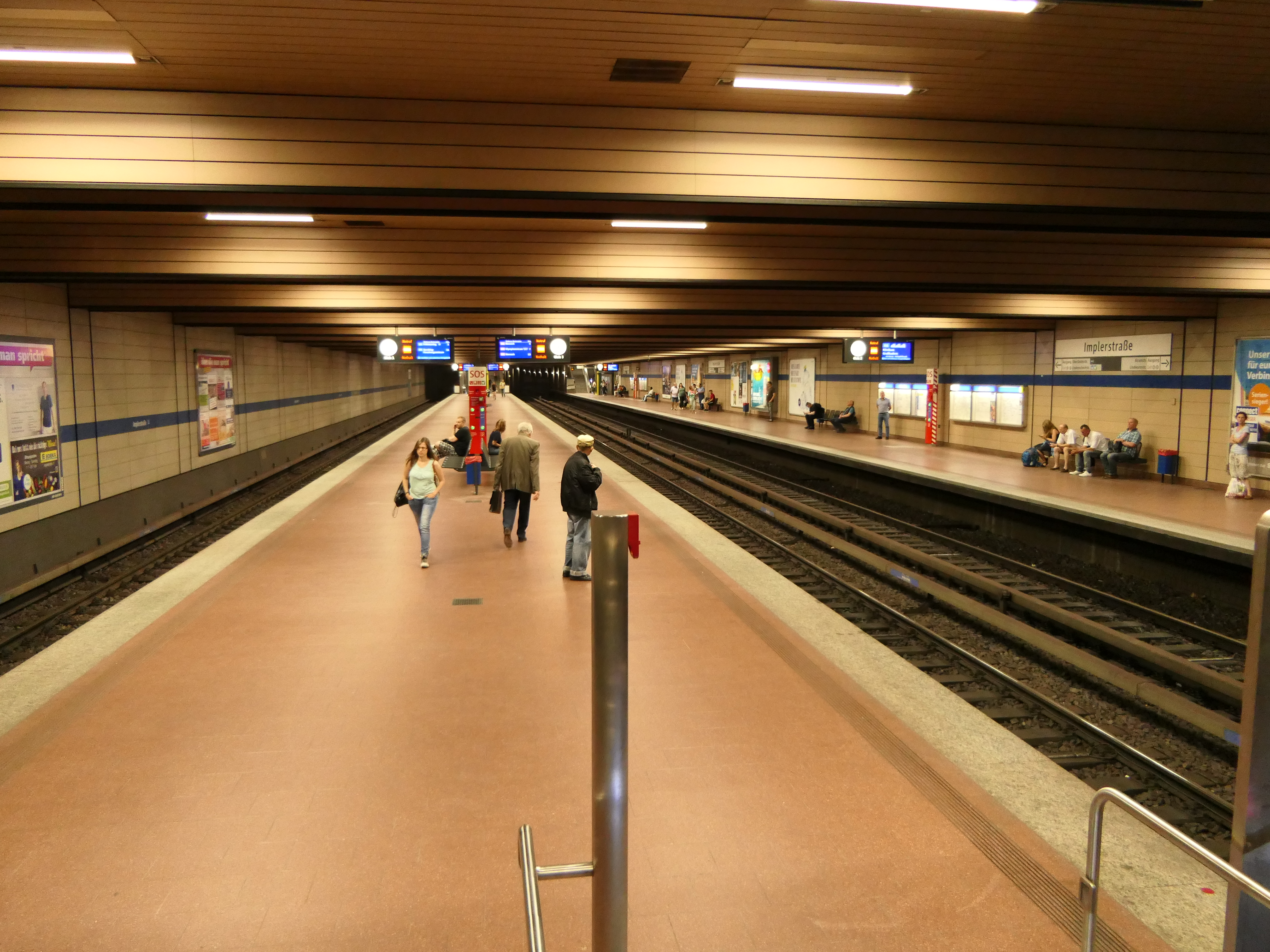
Implerstrasse U3, U6
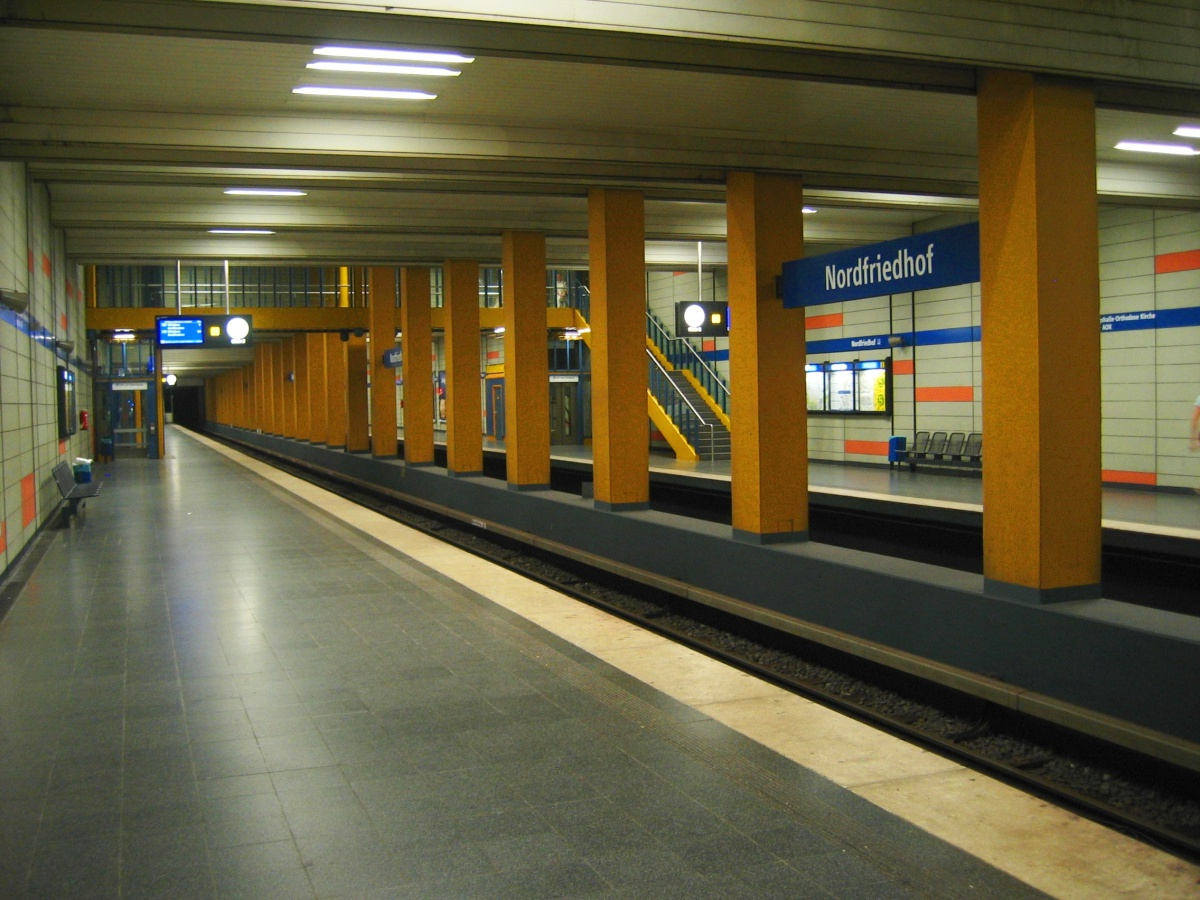
Nordfriedhof U6
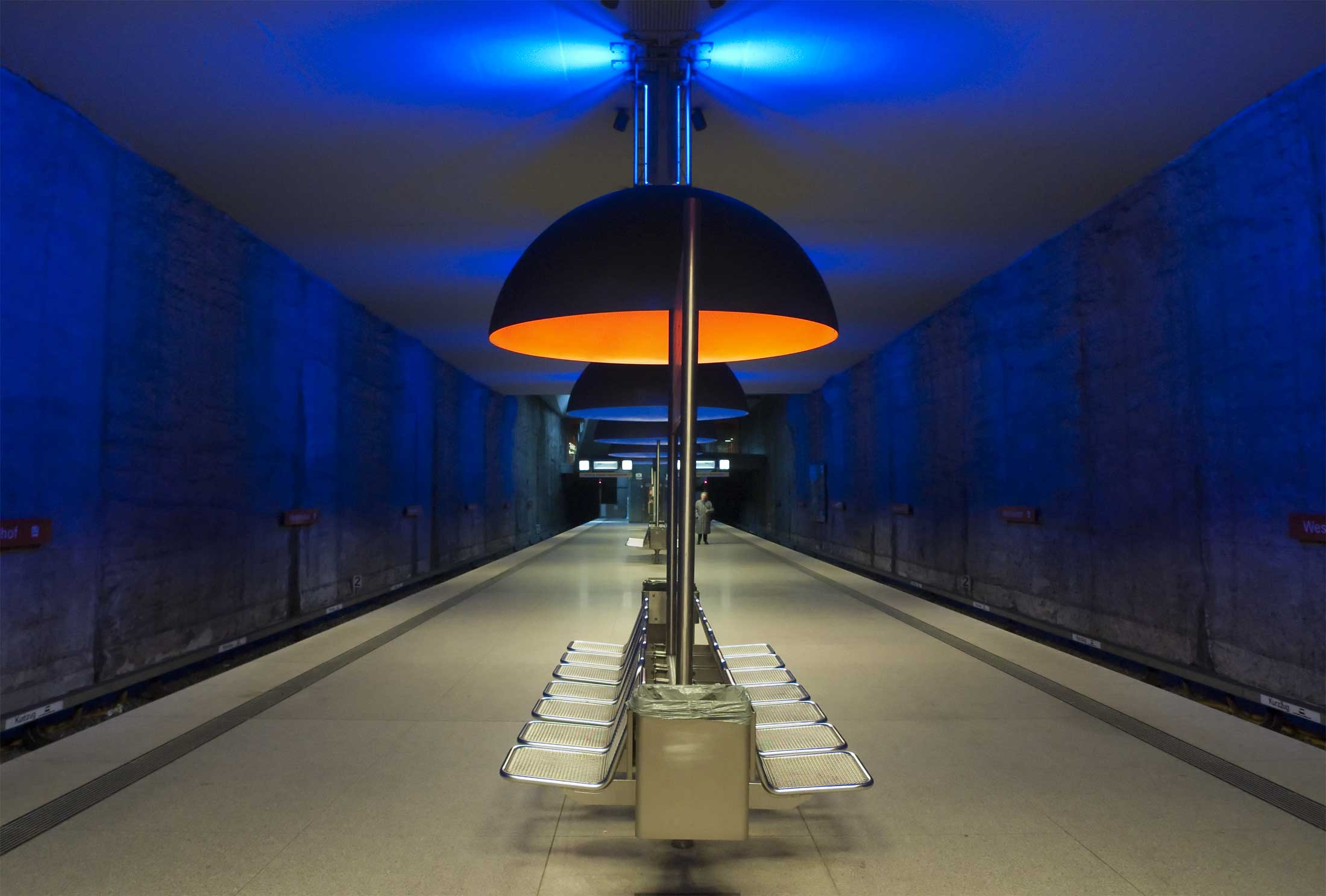
Westfriedhof U1
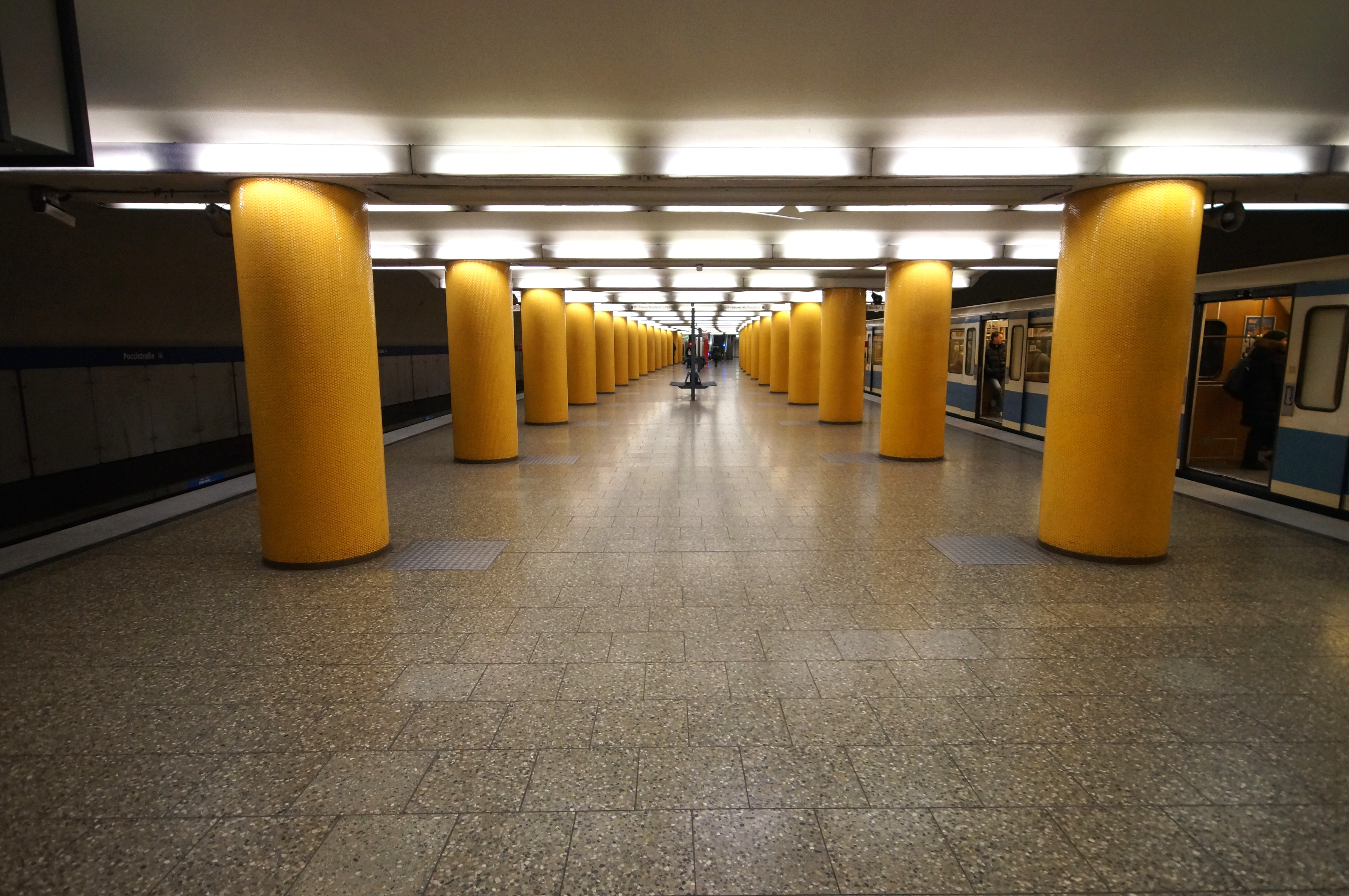
Poccistrasse U3, U6
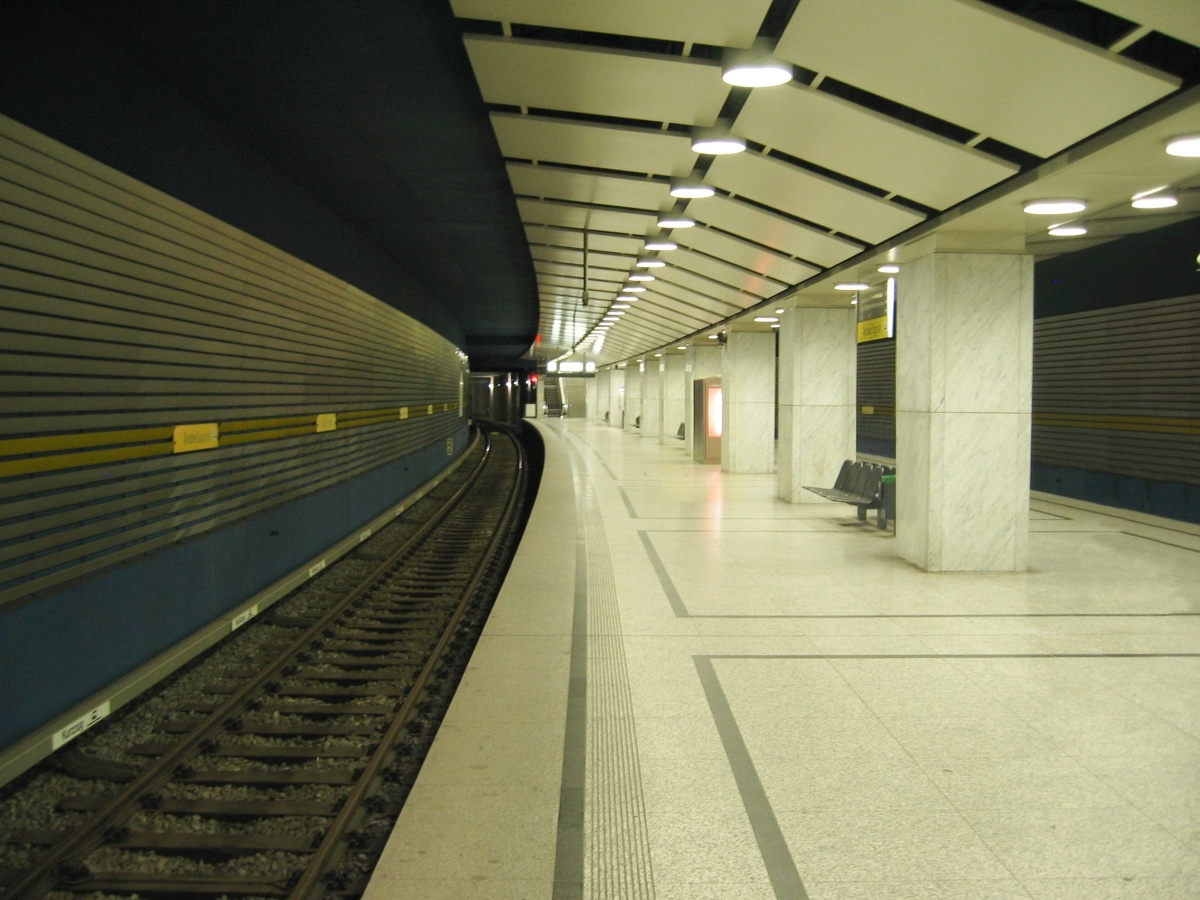
Arabellapark U4
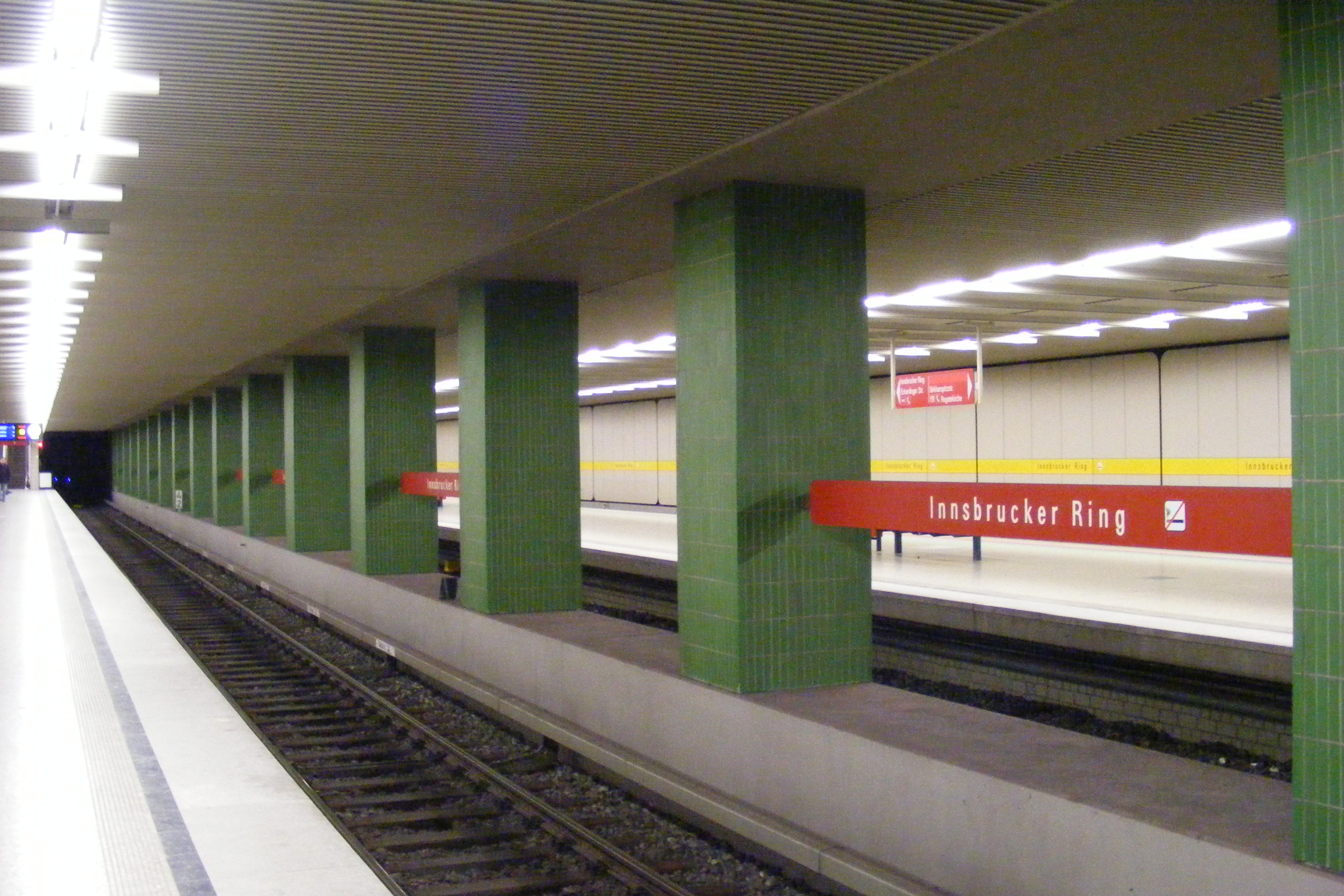
Innsbrucker Ring U2, U5
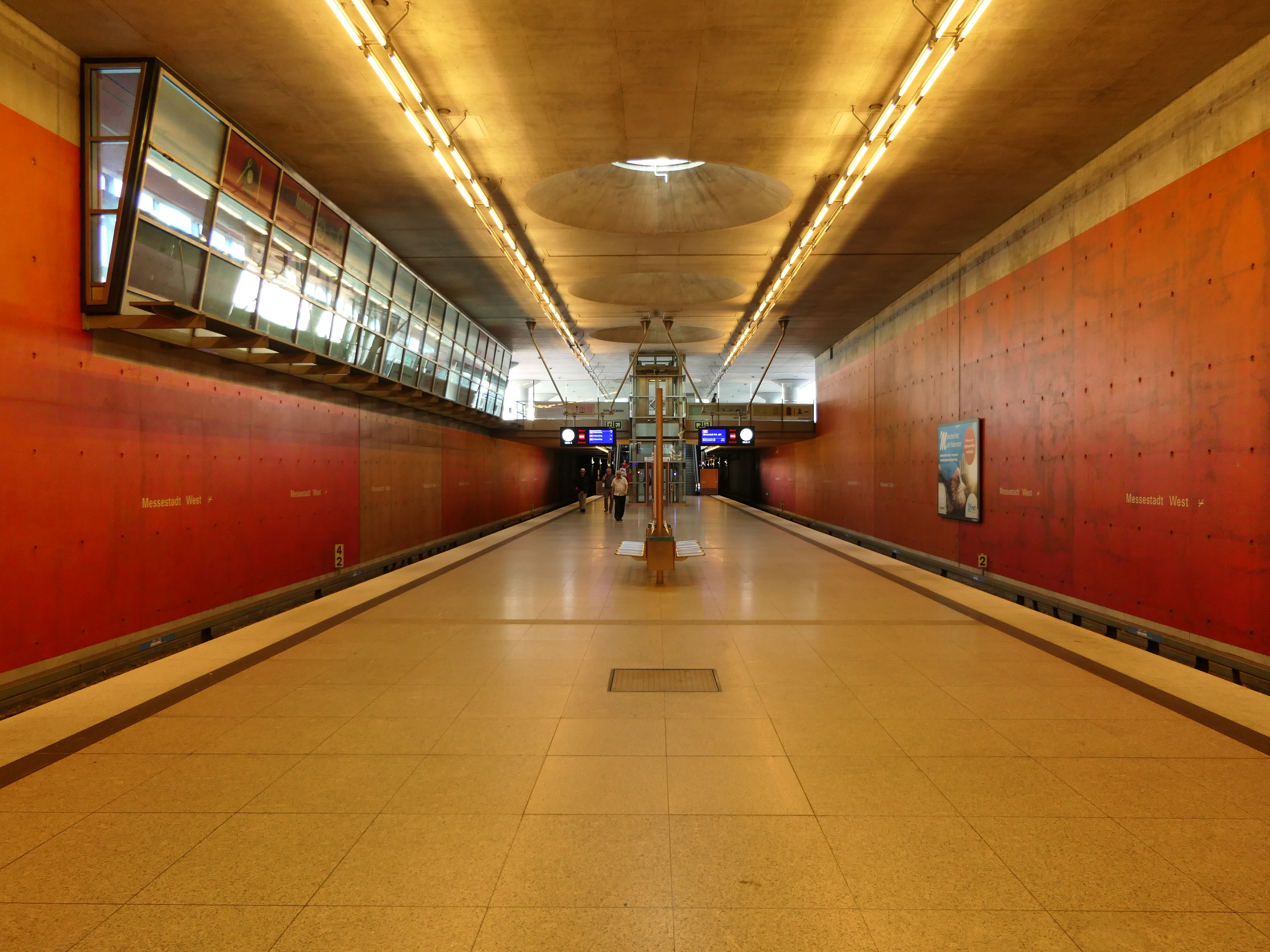
Messestadt West U2
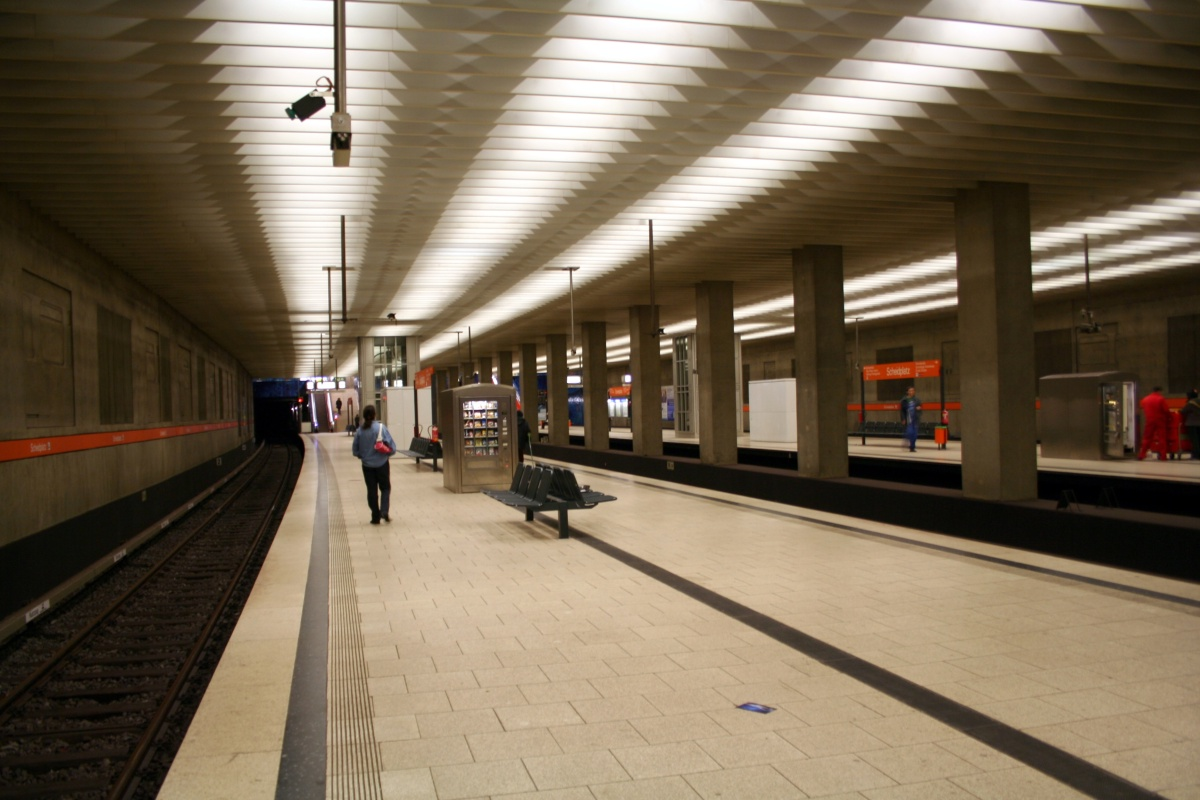
Scheidplatz U2, U3
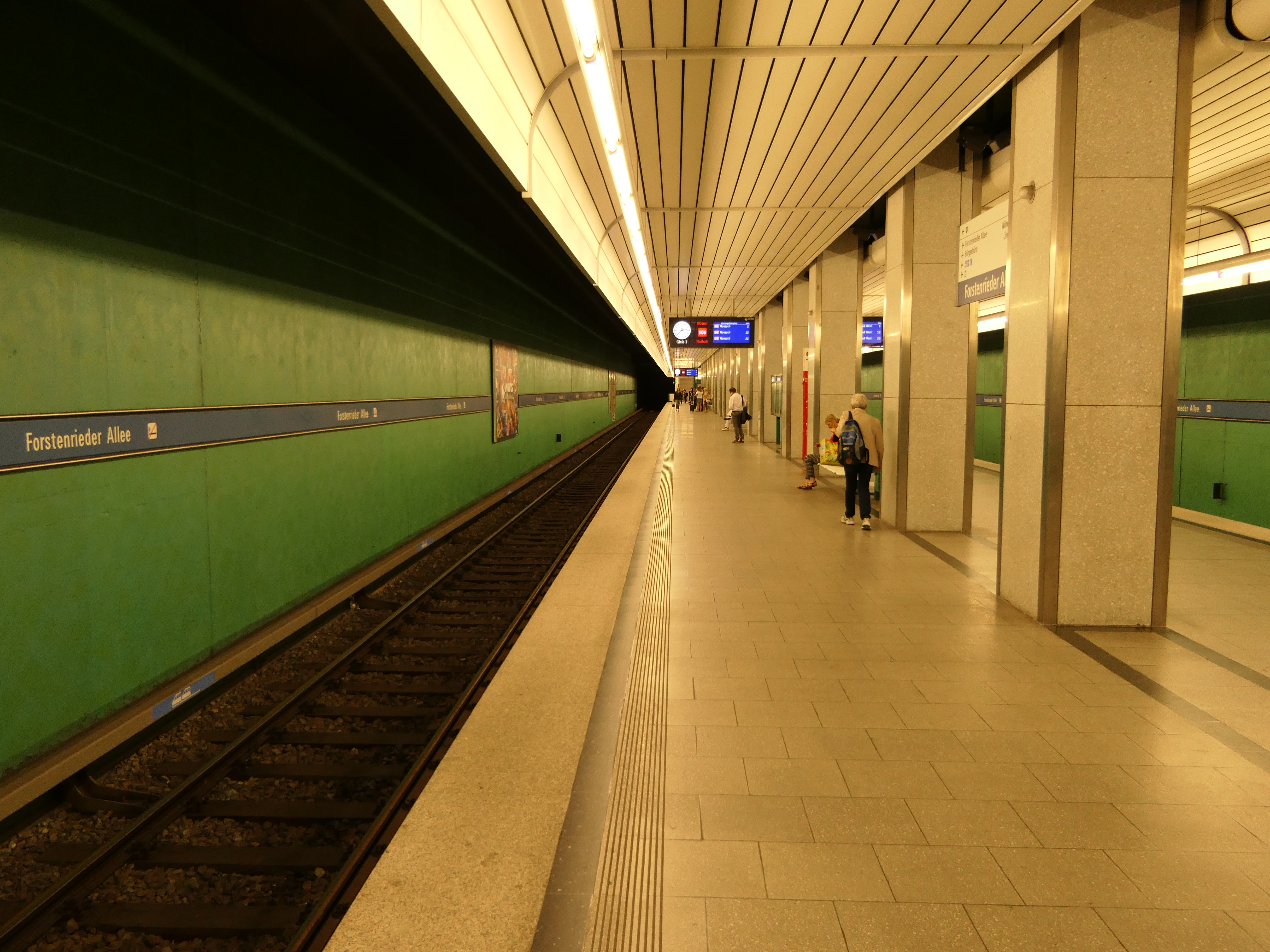
Forstenrieder Allee U3
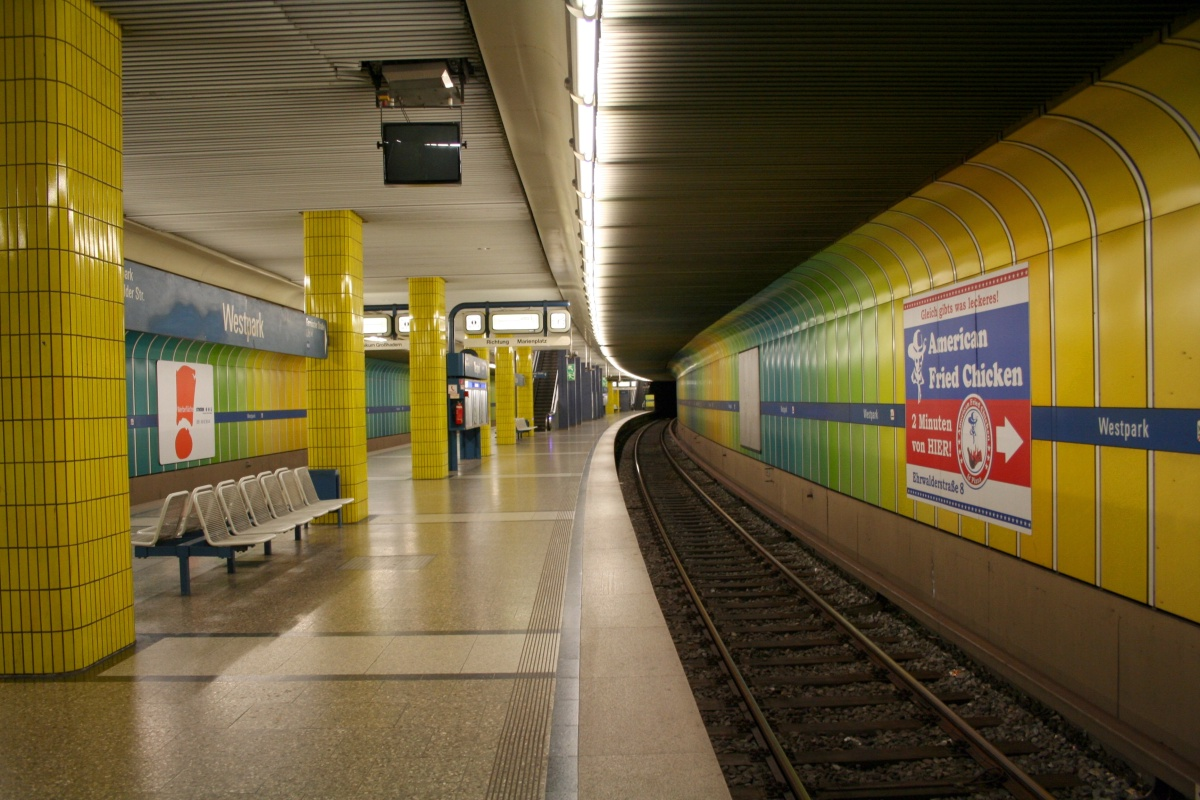
Westpark U6
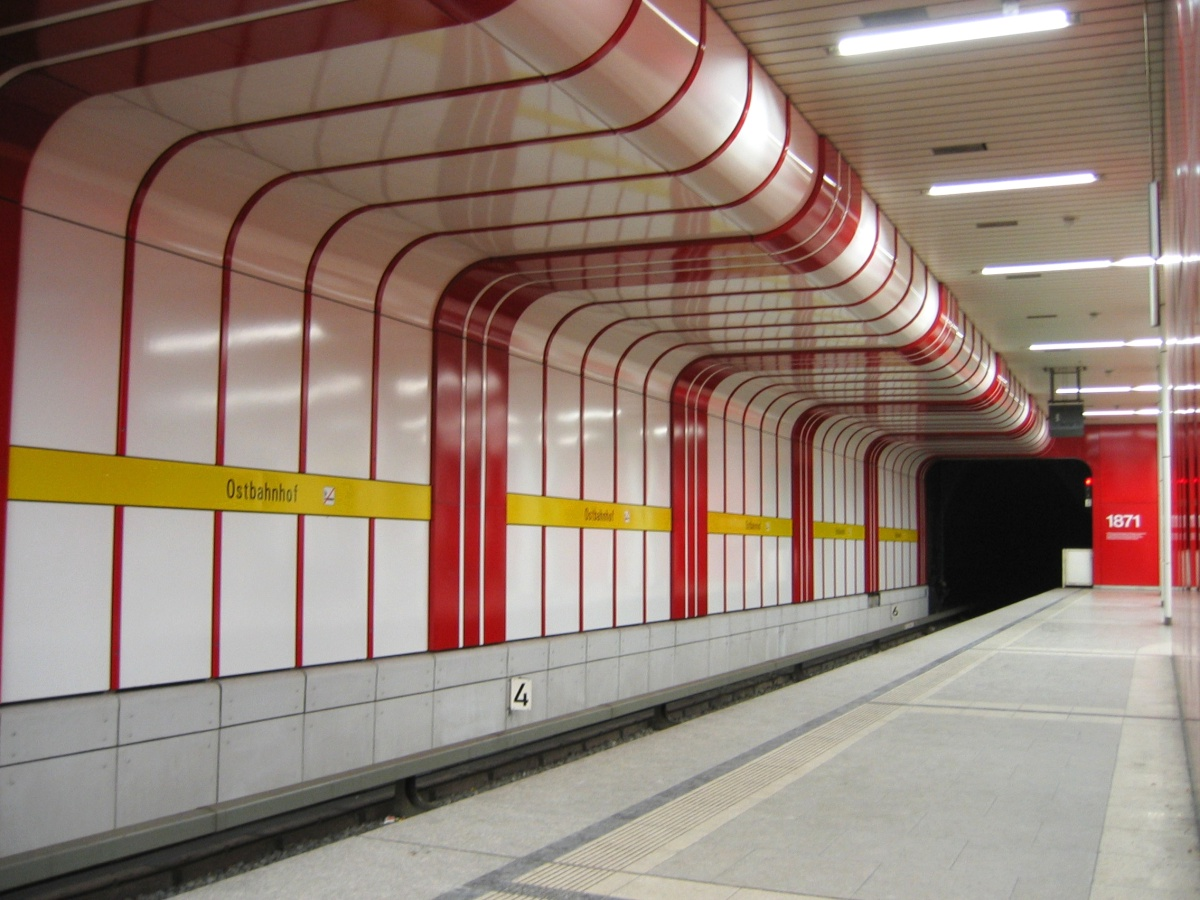
Ostbahnhof U5